# おはよう忍者隊ガッチャマン
『おはよう忍者隊ガッチャマン』（おはようにんじゃたいガッチャマン）とは、2011年4月18日から2013年3月29日 までと、2013年8月19日から8月23日まで日本テレビ系列『ZIP!』のコーナーである「あさアニメ」（6:56ごろ - 6:58）において、タツノコプロと『ZIP!』がコラボレーションして放送されていた、『科学忍者隊ガッチャマン』をコメディタッチに仕上げた日本の短編FLASHアニメ。または作中に登場する架空の組織の名称。ガッチャマンシリーズ初の完全地上デジタル放送でもある。
ここでは2011年10月から2012年3月まで日本テレビで放送された番宣番組『おしらせ忍者隊ガッチャマン』、本作品関連の特番、『モンスターハンター3（トライ）G』とコラボレーションしたWebアニメ『おはよう忍者隊ガッチャマン × Monster Hunter 3（トライ）G』、日本テレビのSNSサービスである「JoinTV」とコラボレーションしたWebアニメ『おはよう忍者隊ガッチャマン × JoinTV』、角川書店『ケロケロエース』に2012年8月号から掲載されていた漫画版、2013年8月24日に実写版『ガッチャマン』と同時公開された映画版についても記述する。

## 概要
『科学忍者隊ガッチャマン』をコメディタッチに仕上げた作品で、登場キャラクターや登場メカニックも本家と同様。1話分の長さは約1分間という短編のFlashアニメーション作品であり、『科学忍者隊ガッチャマン』のような科学忍者隊がギャラクター相手に戦うというストーリーではなく（一部戦闘シーンがある話もあるが、それが中心というわけではない）、おはよう忍者隊とギャラクターが現代社会における事柄をゆるいお笑いスタイルで再現するという内容。ギャラクターが中心のエピソードもあり、場合によってはおはよう忍者隊が登場しないこともある（逆にギャラクターが登場しない話もある）。基本的にストーリーに連続性は無いが、一部の話は以前の回とのリンクがある。『ZIP!』公式サイトで最新話のみ期間限定配信されている ほか、2011年11月28日からはキャラクター紹介のページも設けられ、2013年2月1日には本作品のページが配信ページとキャラクター紹介のページと一体化されたものにリニューアルされた。
プロダクションはタツノコプロではなく（オープニングでは『ZIP!×タツノコプロ』の表記はされている）、CGアニメの製作会社「ODDJOB」が担当している。初期の作品は、作画を先行させたものにアテレコをする手法だったが、後に音声のレコーディングを先行させたものに作画を合わせていくという手法（プレスコ）に変更された。
2年目に突入した2012年4月2日からはオープニングタイトルが変更された。2代目のオープニングタイトルは本家のオープニングアニメを踏襲させたものになっている。
2012年1月1日と2013年1月1日には『“意外とタメになるTV”新春ZIP! & ズムサタ SP』内で「新春2本立てSP」（2012年、新作の2本立て）、「新春SPバージョン」（2013年）がそれぞれ放送された。
ゴールデンウィーク・夏休み・年末年始期間中は通常枠でも傑作選（再放送）を放送する場合があり、ゴールデンウィーク期間中は2011年5月2日から6日まで通常枠における新作と7:50ごろに傑作選を、2012年4月30日から5月4日まではGW傑作選がそれぞれ放送され（通常枠と7:50ごろの放送と2本立て）、夏休み期間中は2011年8月8日から8月19日までは夏休みリクエストSPが、2012年8月13日から8月17日までは夏のガッチャマン傑作選がそれぞれ放送され、年末年始期間中は2011年12月26日から2012年1月6日までは冬休み傑作選が、2013年1月4日は新春傑作選がそれぞれ放送された。2011年7月23日には24:50 - 25:20に一部地域において特番『ZIP!ゆる笑アニメ「おはよう忍者隊ガッチャマン」深夜で大暴れSP』として人気エピソードベスト10が放映された。2011年9月19日から2012年3月20日までの祝日は7:50ごろにも傑作選（再放送）も放送していた。
2013年4月8日からの2014年3月28日までの「あさアニメ」は『マジンガーZ』の短編アニメである『マジンガーZIP!』が放送され、キャスト・スタッフもそのまま続投した。
2013年7月には映画『ガッチャマン 』の公開を記念してZIP!deポンとコラボした。
2013年8月24日の映画『ガッチャマン 』公開に合わせ、2013年8月19日から8月23日までは通常枠において復活版が放送され（期間中は『マジンガーZIP!』は休止）、『ガッチャマン』に出演する松坂桃李と綾野剛も出演した。『ZIP!』公式サイトにおける最新話の期間限定配信も実施された。
おはよう忍者隊ガッチャマンとギャラクターは、2015年3月30日開始の『グッド・モーニング!!!ドロンジョ』で、ドロンボー一味の敵役として登場している。

## 登場人物

### おはよう忍者隊ガッチャマン
正義の組織。本家では『科学忍者隊』が本来の組織名だが、本作品では本家におけるケンのコードネームである『ガッチャマン』の名も付けられている。変身後の姿でいることが多いが、プライベートの際は私服 で過ごすこともある。口上は「実体を見せずに忍び寄る白い影ガッチャマン」（発案者はケンらしい）だがカッツェに白いのはケンだけだと指摘された。国際的な組織のはずなのだが、警察官に事情を説明しても学生の卒業制作と思い込まれる程度の認知度しかない他、ハロウィーン当日に六本木に出動した際には、六本木を襲撃していたカッツェ共々外国人に変装呼ばわりされた。国際科学技術庁との連携ミスで六本木にあるグッチ裕三の店に来ていたギャラクターを取り逃し、さいたまスーパーアリーナで行われたレディー・ガガワールドツアーの警備をしようとしたところ、ジョーらが「グッズがほしい」などとケンと押し問答した結果、ギャラクターに先回りされるなどの失敗を犯したこともある。また、黒電話のホットラインを設置して市民からの家事の代行やスズメバチ駆除などのいわゆる便利屋的な依頼を受け付けているが、「公金の無駄」や「対ギャラクター対策予算を削減しろ」といった批判的な意見も寄せされることもある。全員スマートフォンを所持している。5人の必殺技は竜巻ファイター。
大鷲の健（おおわしのけん）
おはよう忍者隊の一応のリーダーで、自ら立候補してリーダーとなった。コードネームは「ガッチャマン」。ブーメランが武器。基本的に熱血タイプで、正義らしくすることに異常な執着をもっており、カッツェからは「正義バカ」と呼ばれている他、南部博士とアンダーソン長官が意見対立した際やジュンと馬場典子アナとの仲裁役を務めている。「ペロ」という名の愛犬を飼っており、休日にはペロの散歩をすることも。愚痴が多く心配性な割にはうっかり忘れることもあり、メンバーからメンドくさいと思われているが、逆にメンバーをメンドくさいなどと思っている。その性格ゆえ、電話の音声ガイダンス操作を嫌っている他、ジュンからは家賃を借りまくり、バイトの面接においてもバードスタイルのまま面接に行くため不採用通知を受けてばかりである。一方でかなりの女子大生好きでもあり、アンダーソン長官から合コンに行くよう勧められたこともある。メンバーから発言をスルーされることもあるが、南部博士の単純な嘘にあっさり引っかかる率直さは愛されてもいる。さらに南部博士に郷ひろみや西城秀樹の物まねなどを動画サイトにアップされたり、他の隊員からも「正義の味方かるた」でケンの本音を暴露されたり、愚痴を言われることもある。キレたり呆れたりすると、目上の人間に対しても「アイツ」や「お前」などと呼ぶ。その性格ゆえにギャラクターの口車に乗せられ散々な目に遭うこともある他、リーダーとして最初にインフルエンザ予防注射をされるのを拒否したりブーメランで誤って盆栽を壊し家の主人に殴られ涙を流したこともあり、自らバードミサイルを撃とうとした際にも怯えて発射ボタンを押さなかったことや、復活版で松坂桃李が登場した際にはジュンから「目のやり場に困る」と言われたことあるなど弱気な面もある。夕日を見ながら「本当の正義とは何か」について悩んだりと割と繊細な一面もある。
コンドルのジョー
おはよう忍者隊のクールな隊員。本名は「ジョージ浅倉」。羽手裏剣が武器。特技は耳が動かせることと英語が話せること。イタリア出身であり、それゆえに飼っているペットの名前はチチョリーナ。ガールズトークが得意。ご飯よりパン党であり、それゆえ唐揚げは苦手で、鍋料理屋や居酒屋における締めのメニューは竜よりも詳しい。物忘れをしたりケンから借りた金を踏み倒していたり、戦闘中などでもスマートフォンの電源を切らない、これから戦闘に入るという時なのに落ちたコンタクトを探す、一人バーベキューをやって爆発事故を発生させる、ギャラクターが仕掛けた時限爆弾のコードを勘で選んで解除するなど、クールな態度というよりは我が道を行くタイプ。一般道ではなく高速道路を利用するため予定よりも早く到着する、時限爆弾の爆破タイマー設定時間を長めに設定する（その際、ギャラクターに爆破タイマー設定時間を変更された）など時間的にもルーズな面がある。ギャラクターの基地を見つけるとむやみにバードミサイルを撃ちたがる。仲間の生死がかかった状況においても「人間、いつかは死ぬぜ」と死んでも諦めるしかない、ともとれる主張をすることがある。
白鳥のジュン（しらとりのジュン）
おはよう忍者隊紅一点だが、メンバーに女子を増やしたい希望も持っている。武器は刃の付いたヨーヨー。ケンとは恋仲であるかのような描写もあり、よくメンバーから仲をからかわれたりする。その一方で店を間違えることもありおっちょこちょいでもある。休日は中目黒や自由が丘でショッピングを楽しんでいる。物真似が得意で、物真似させられる役をケンから押し付けられる形で初めて披露したが、いつの間にか自ら進んでやるようになり、物真似の練習をコージー冨田と同じ方法や奥多摩にある滝において滝行などで欠かさず行ったり、日テレの物真似オーディションに応募するまでになった。また、『SASUKE』（TBS）の山田勝己（SASUKEオールスターズ）が『SASUKE』に命を賭けているのと同様に物真似に命を賭けている一方で、ギャラクターから物真似攻撃に遭うことも。ギャラクターにおはよう忍者隊の秘密を暴露させるために自白剤を投与された時も物真似で回避した。「ベルク・カッツェの気ままにBAD MORNING」（後述）の収録スタジオを発見してからは、ケンをアシスタントに仕立てて「ジュンの☆ときめきモーニングブリーズ!」なる番組を行っている。また歴女の一面も持っており、昭和のプロレスに関しても詳しい。ギャラクター隊員から代官山の蔦屋書店に行こうとナンパされたことも。
燕の甚平（つばくろのじんぺい）
おはよう忍者隊の皆に愛されるマスコット的存在で年齢は10歳。将来は関根麻里と結婚したいらしい。戦闘中に居眠りした時は皆が起こさないようにしてくれたり、実物大の健を模った対ギャラクター用立て看板に落書きをしたり、夏休みがないとぐずるなど子供っぽい面が多く、それゆえに少年ジャンプが土曜に発売される店などを教えられるとつられてしまう。反抗期であるため他人に迷惑をかけることもある。熟睡すると世相を寝言で言う。一時は喉の不調で原田泰造のような声になったが、他のメンバーからは原田知世などと間違われた。戦闘が始まる直前座り込んでしょげてしまった時は皆とカッツェが励ましてくれたが実はジュンに物真似をやらせるための芝居でありジュンはまんまと騙されてしまった。
みみずくの竜（みみずくのりゅう）
おはよう忍者隊隊員。ゴッドフェニックスの操縦全般を担当。腹踊りが得意。東北出身で、東北弁で会話することも多く、「わしに任しんしゃい」が口癖だが、今言って言い聞かせたことさえすぐに忘れてしまうなどその言動は非常に頼りなく、粘着力が強い発信器を開発するも、粘着力が強すぎてギャラクターによる渋谷征服作戦ではカッツェを取り逃がす羽目になった他、深夜におけるギャラクターの秘密基地潜入作戦においても騒音を発生させたり、また電話応対も下手で、中目黒の鶏鍋屋を予約しようとした際にはいきなり締めのメニューを言ったほど、いわゆる足手まといな人格。顔の脂、脇汗がかなりひどい。また滑舌も悪いため、変身の際にも「バード・ゴー」では変身できず、ジョーから「サード・ゴロ」や「ハード・ゲイ」と言いながら変身することを勧められた挙句に、下半身のみ変身できなかったり、レイザーラモンHGの衣装に変身したこともある。ゴッドフェニックスに一人きりになるとラップを歌いだす。寡黙だが、ケンが借りた借金を根に持っていたりもする。ブーメランのコントロールも下手。大食漢でなおかつグルメ情報には詳しく、特に肉類や甘いものが好物で、嫌いなものはミントやパクチーなどの香草類。作戦中にカレー煎餅などを食べるなどしてギャラクターを後回しにしてしまうことや、1日限定の人気食べ物屋のチェックには余念が無い他、カッツェ追跡作戦では、作戦そっちのけで広島風お好み焼きや大阪風たこ焼きを食べていた。ゴッドフェニックスに関しても肉巻きおにぎりの移動販売車代わりにしようとしようと画策したことも。少女時代のファンであり、コンサートに行くことが夢。戦闘シーンのDVDを制作し、なおかつ副音声（もといオーディオコメンタリー）のナレーションも担当したのはよかったのだが、実際の副音声の内容は大半が竜のプロフィール紹介だった。それによると、おはよう忍者隊には友人と一緒にオーディションに行ったら選ばれたとのこと。
南部博士（なんぶはかせ）
おはよう忍者隊司令官。基地から指令を出すことがほとんどで現場に急行することはあまりない。『仁義なき戦い』などを観ながら方言を習得して大阪・広島・福岡などの地方都市へ潜入調査を行うのだが、実際には広島市民球場でカープうどんを食べるなどの観光に終始している。冗談が好きで、物真似ドリンクやタイムマシーンといった嘘の発明をしたり、モニターがアナログだと地デジカや大滝地デジが襲ってくるなど、平気で嘘をついたりしておはよう忍者隊、特にケンを振り回している。それゆえにケンからは「アイツ」呼ばわりされた。おはよう忍者隊を振り回す一方で一般市民からギャラクターとの戦闘姿勢を非難された際にはリーダーのケンに責任転嫁したりと司令官然とした姿も見せる。スーパークールビズの服装はパンツ一枚。芸人ではマジック・ナポレオンズ、女優では小雪が好き。一方で向井理を知らなかった。また自動車好きであり、若いころは愛車のカローラレビンでよく峠を攻めていた他、アンダーソン長官にカウンタックが南部博士の別荘に来たと嘘をついたこともある。『こち亀』の大ファンでもあり、単行本全巻をゴッドフェニックスに搭載することを計画していたことも。
アンダーソン長官（アンダーソンちょうかん）
国際科学技術庁長官。ギャラクターの動向を探るために日本とアメリカを往復しており、彼の発言はほとんど外人訛りしている。ギャラクターの動向は気になるが、それよりも日本のお笑い・芸能人・怪談話や、『ZIP!』のコーナーである「MOCO'S キッチン」の方が気になっている。その一方で日本の風習に関しては間違った認識をすることが多いが、日本の文化にも関心を持っており、休日には南部博士も同行して浅草などの日本の観光地での観光を楽しんでいる他、ゴッドフェニックスに同乗した際には富士山の各方向からの眺望を楽しんでいた。また一本締めでギャラクターに捕えられた南部博士の解放に成功したり、300系新幹線のラストランを見届けた。その一方でキャバクラ通いであり、座禅を行った際には僧侶に対して逆切れを起こしていた。アメリカ人であるためハロウィーンを大切にしており結果的にカッツェの計画を阻止させた他、自らギャラクターに捕えられた時も、ギャラクター隊員からのアメリカに関する質問に真面目に答えていた。短気な性格であるため、成人式でのスピーチの際「ゆとり野郎」と発言したところ、新成人からブーイングを浴びたこともあった。またスーパーボウルのチケットでギャラクターをおびき寄せようと提案するなど、提案がアメリカ流であり、そのため南部博士とギャラクター対策に関する方針で対立することがあり、国際科学技術庁の忘年会の余興では南部博士がビンゴしたビンゴカードを自ら強奪した他、なおかつケチである。時折英会話レッスンを行っているが、縁起でもない英語を教えたりするなどとKYであり、おはよう忍者隊に「中学生レベルの英会話で大丈夫」と伝えて国際科学技術庁の会議に出席させたのはよかったのだが、最終的にはおはよう忍者隊は赤恥をかくことになってしまった。自分の執務室の電話はダイヤル式のカラー電話である。また、毎年年末ジャンボ宝くじを購入しているが、300円しか当てたことがない。他にもケンに切腹を迫ったことも。
レッドインパルス
ギャラクターに追い詰められたケンを救出するために、突如現れた深紅の戦闘服を着た田中邦衛の口調で話す男で、ケンの父親である。ケンが幼少のころ国際科学技術庁からスパイとして派遣されることになったため、ケンを南部博士に預けることになった。ケンへの差し入れとしてカボチャを持ってきて不器用に父親をアピールし、なおかつ最初のうちはケンが「父親ではないか」と問い詰めると急にキタキツネを呼び、キタキツネとなれ合っていたが、パチンコに行く際にケンの父親であることをバラした他、南部博士は自らのTwitterで「ケンの生き別れた父親だ」とあっさりバラしたが、ケンだけは南部博士のTwitterの存在自体すら知らなかった。ケンの名前を純と言い間違えたり、ジュンのことを間違えて蛍と呼ぶ。普段は白樺林に囲まれた北国の一軒家で木こりをしながら暮らしている。大正漢方胃腸薬のCMのように胃腸薬を持っている時もある。新幹線に乗車した際はリクライニングをためらうこともあるなど神経質である。
ネルソン
日本に関することを国際科学技術庁本部に報告するためにアンダーソン長官が送り込んだ使者でアメリカ人である。報告内容はケンドーコバヤシと矢野・兵動の兵動がそれぞれかぶっている帽子の違いなどが多く、ケンを呆れさせたことも。アンダーソン長官と同様に提案がアメリカ流でなおかつケチであり、日本の芸能人にも興味がある。

### ギャラクター
悪の組織。本部は関東地方某所にあり、他にも日本全国に支部があるが度々おはよう忍者隊に基地を発見されたり潜入されている。本部入り口に来客用のインターホン（カメラ付き）が設置されているため、一般人に本部が発見されることもある。最寄りの交通機関は「ギャラクター本部前」バス停。秘密基地には敵対策として冷凍装置が装備されている他、基地内のエレベーターの定員は5名だが、最大積載量は記載されていない。また本部の駐車スペースには限りがある。高い科学力はあるものの、作戦は人気ケーキ屋のケーキ買占めや、ラーメン屋での微妙な嫌がらせ、初詣において絵馬を強制撤去する、効果の期待できない洗脳作戦、世界中の通信衛星をジャックしてのビデオ放映、ジュン封じのための物まねの新ネタ開発など、地域密着（主に渋谷駅前ハチ公口や代々木上原などの渋谷区内、京王井の頭線沿線、汐留）かつスケールの小さい悪事が多くいつも（カッツェ曰く『anytime』）悪と言うわけでもない。企業誘致が伸び悩む地方自治体からは秘密基地の誘致話があるものの、税制面や雇用面で物別れになる場合が多い。世界征服を企んでいるにもかかわらず、外国語のレッスンをまともに受けていない他（カッツェは後述の通りフランス語が話せる）、航空機で海外へ渡航する資金もなく、海外渡航はもっぱらタートルキングに頼っている。そのため最初のフランス征服計画（後述）は失敗に終わった他、クラブワールドカップ2011におけるFCバルセロナ（以下バルサ）の試合会場ジャック作戦においては、スペインから来日していたバルサのサポーターがギャラクターに対して注意したため、カッツェが他の観客にスペイン語が堪能な人を探すことになったが見つからず、最後にはバルサのサポーターがカッツェに対して「とっとと帰れ!」や「帰れ!つってんだろ」と怒鳴った挙句にカッツェは怯えてバルサのサポーターの前で日本語で謝罪する羽目となり、ギャラクターはバルサのサポーターの前に敗れた。サイドビジネスにも積極的であり、ラーメン屋の他にも「創作DINING カッツェ」なる店もオープンしている。また、ガッチャマンに憧れている一面もあり、カッツェがバレンタインデーに手作りチョコ（しかもチョコレートの溶解にカッツェの体温も利用して制作した）をおはよう忍者隊にプレゼントしたこともあった一方で、ケンの誘拐作戦に成功したものの、行先が環状七号線沿いのドン・キホーテとばれて失敗に終わった。行きつけの居酒屋は「居酒屋 すりら」。また携帯電話の契約内容はカッツェやギャラクター各隊員でそれぞれ異なっているが、契約内容を会社割引や、組織としては不適用となるファミリー割引に変更しようとした。カッツェによる綾小路きみまろの物まねなどの演芸ショーを不定期に開催している他、ロックフェスにも出演を果たし（ボーカルはカッツェ、ギター・ベース・ドラムはギャラクター隊員各1人ずつ）、おはよう忍者隊もギャラクターの演奏に見入っていた。

#### ギャラクター幹部
ベルク・カッツェ
悪の組織ギャラクターの首領。常にオネエ口調で、このオネエ口調をTwitter上で交わす際、ハッシュタグ「#ベルクカッツェ風に言ってみた」が、『ZIP!』公式アカウントと視聴クライエント間で実際に作られるほど特徴的である。性別は不明で、すっぴんになった際の顔も見せようともしない。かなりの乙女心をもっており、それゆえに、秘密基地内にお菓子の家やぬいぐるみを完備した「癒しの部屋」を持っている。おはよう忍者隊とはあくまで敵対関係であるが時折（ケンやジュンにモノマネをやらせるなど）おはよう忍者隊と結託することがある。その一方で戦闘に関しては手榴弾の扱いが下手。おはよう忍者隊やギャラクター隊員が録画したサッカー日本代表の試合結果をスマートフォンで確認した上で、おはよう忍者隊やギャラクター隊員の目の前で結果を発表しようとし、パニックに陥れたこともある。相手の脇汗を気にするなど、かなりの潔癖症。一方で高所恐怖症でもある。変装も得意で、国際科学技術庁の会議にメンバーとして潜入したことや、アンダーソン長官に変装してケンに毒入りコーヒーを与えたこともある。ぎっくり腰の持病を持っており、2012年8月8日から8月20日まで松屋銀座で開催された「タツノコプロテン」 爆破計画では、隊員に湿布を張ってもらった途端に自ら爆弾を落下させて爆発させてしまい作戦は失敗に終わった。フランス語もNHKのフランス語講座番組を視聴しながら勉強しマスターした。初期は一人乗り小型円盤（デブルスター）に乗って現れることもあった。総裁Xの質問にも即座に答えられるほど芸能事情に詳しく、Twitterやブログ、Facebookも使いこなしている。年末には「輝く!ベルク・カッツェ○○」といったイベント を開催している。愛読書は勝間和代の著書や武田久美子の美容本。それゆえにヒロミの加圧マッサージにも定期的に通っている。小型飛行機の操縦免許取得、六本木ヒルズの最上階に住むことが夢。部下である隊員たちにもロクに給料も支払っていないなどケチな一方で、隊員たちにうな丼を奮発することがある他、隊員の金を立て替えたこともある。隊員たちとの個人面談も定期的に行っている他、定期報告と称して隊員の頬をなめることがある。EXILE メンバーのうち、特にMAKIDAIとNESMITHに異様な執着をもつ他、好きなスポーツ選手は室伏広治とオリバー・カーンなどのゴリマッチョ系。逆に一番苦手なのはあやまんJAPANとフーリガンで、あやまんJAPANに関しては名前を聞いたり振付を見ただけで青ざめてしまうほど。キャンドル・ジュンが作ったキャンドル欲しさに代々木上原や新潟県小千谷市まで行ったほどキャンドル・ジュンが作ったキャンドルを好んでいる。日本の文化を重んじており、アンダーソン長官がハロウィーンに使用するカボチャの被り物を着用した姿を見ただけで恐ろしくなったこともある。追い込まれると、「チューイングボーン!!」や「ア〜〜〜〜メマ!!」などの吉本新喜劇や志村けんのギャグや、「カッツェにシンドバッド」などのダジャレを叫ぶ。お盆には毎年実家に帰省したり、夏に素麺が届くなど、実家との交流が深い。クリスマス・イブは一人で過ごすことが多い。座右の銘は「小さな悪からコツコツと」など。実は、ギャラクターに入る前はバンドを組んでいた経験がある。欲しがってる物の1つにYahoo!知恵袋のような殿方がある。ギャラクター大運動会を主催したのはよかったのだが、ギャラクター隊員にV字開脚や逆エビ固めをかけられる始末だった。特技はテーブルマジックで、これを利用した超能力開発を試みたこともある。また、求人雑誌に隊員募集の広告を掲載しようとしたり、隊員に対して影武者を養成したり、子供を誘拐し、「ユースクラブ」なる少年部隊を設立したり筋肉増強剤の実験台にしようとしたことも（最後には子供に馬鹿にされる）。
総裁X（そうさいエックス）
ギャラクターの支配者。口調は淡々としているが顔文字、「しばらくお待ちください」（放送事故発生時の画面で信号音付き）、カラーバーの画面に切り替えて感情を駆使する。ガッチャマンの動向が気になるものの、それよりもAKB48（特に板野友美）やEXILE、レディー・ガガなどのアーティストの動向や今夜の晩御飯、カッツェの私生活、ギャラクター全体の電気代の方が気になる。「からのー?」や「なーぜじゃー?」などで鸚鵡返しに質問しカッツェが追い詰められるまで続けることも。仕事納めや仕事始めを必ず行っており、カッツェが年度始めの抱負を毎年「世界征服」のみしか言わないことにも呆れているほど。49話よりモニターが地デジ化され（モニター自体は変わらないものの、証拠として地デジマークが貼られた）、下にはファミコンのコントローラーに似た操作パネルが付いており、自動で電源が切ることができ、なおかつ市販の万能リモコンでも操作可能。また、各種ゲームの接続端子が付いており、総裁Xの画面からゲームの画面に切り替えることでゲームが楽しむことができ、カッツェもモニターで『モンスターハンター3G』を楽しんでいた。モニターの電源は家庭用100V電源で、しかもモニターのコンセントはテーブルタップにたこ足配線で接続されており、カッツェがコンセントを抜いてモニターの電源を消したこともある。カッツェがモニターの無用な操作を行った場合は、カッツェを追い詰めるまで叱責することも。
ブラックバード隊長（ブラックバードたいちょう）
カッツェが世界征服をしようとするやる気まで見えないギャラクター隊員の再教育に呼んだギャラクター幹部で、黒色のマスクやマントを着用している。カッツェ以上のスパルタ教育で知られるが、それ以前にクルマをどのボディタイプに買い替えるかが気になる。戦闘に自転車で駆け付けることもあり、乗ってきた自転車が盗難に遭ったこともある。カッツェを呼び捨て扱いにし、ギャラクター隊員にはスクワット500回をやらせ、さらにはケツバットではカッツェを先に指名したほどであった。その一方で駐車はパーキングメーターを利用するなど真面目で、駐車時間を気にしているほどである一方で、方向音痴でもある。

#### ギャラクター隊員
ギャラクターの手下で皆同じ姿だが、カッツェ曰く「ビジュアルに違いがある」らしい。出身地は地方出身者（特に鳥取県や広島県などの中国地方）が多く、それゆえに広島東洋カープ（以下広島カープ）ファンが多い。また年齢層は20代から40代まで幅広く、なおかつ彼女がいる隊員もおり、43歳で扶養家族である隊員もいる他、前職が落語家の隊員もいる。また、メジャーリーグ級の打撃力や体操選手並みのしなやかさを持つなどプロの世界でも通用するのにプロ野球入りや体操選手をあきらめた隊員もいる。隊員の雇用形態には、正隊員・契約隊員・アルバイト隊員が存在する。正隊員と契約隊員は装備一式などは支給されるが、ギャラクターだけでは食って行けず、アルバイトで生計を立てている隊員も少なくなく、それゆえに仕事が見つからないという理由でなった隊員が多い。一方でアルバイト隊員はマスクと弁当は支給されるが、制服などは支給されず服装も普段着のまま。アルバイト隊員の採用基準は髪が茶髪であることが条件（性別・髪型は不問）。給与は雇用形態を問わず時給制であり、福利厚生に関しても労働保険は未加入で、カッツェに労災保険だけでも加入したいことを訴えている。勤務体系はシフト制である。労働条件が悪いため、ギャラクターの極秘資料を携えた上で、国際科学技術庁に出向いておはよう忍者隊に入って高給を取りたいという隊員までいたほど。カッツェの作戦を実行するもののケンのブーメランやジョーの体当たりであっさりと吹っ飛ばされたり、ギャラクターが作成したコンピュータウイルスをカッツェのパソコンに転送した挙句にMAKIDAIの画像などが入ったデータをうっかり消去させてしまうなどとお間抜けな失敗も多く、知能指数も決して高いとはいえないばかりか、先述の通りブラックバード隊長に再教育を受けるほど世界征服をしようとするやる気まで見えない。完成前の東京スカイツリージャック作戦や東京ドームのプロ野球開幕戦ジャック作戦、さらに世界遺産破壊作戦 においても、作戦以前に観光旅行気分で浮かれていた。その一方で山中伸弥教授誘拐作戦に反対するなど正義感を持つこともあり、また道路交通法を遵守し安全運転を心掛けている他、NHKの受信料もちゃんと支払っている。おはよう忍者隊の情報収集よりも芸能人雑学の収集に余念がない。頻繁にカッツェから秘密基地や山梨県の奥地などで謎の特訓 やボクシングなどの格闘技の訓練を受ける。また、カッツェから秘密基地のダクト清掃を命じられたり、DVD鑑賞などに付き合わされる。サッカーファンが多いため、リオネル・メッシが見たいがためにクラブワールドカップのスタジアムジャック作戦に反対したり、2014年ワールドカップアジア最終予選開幕直前には、カッツェが日本代表誘拐作戦を提案するも最終的にはサッカー談議に走る。また、ギャラクターが開発した殺戮兵器の威力を見ただけで怖くなり「田舎から母親が来た」などと言い訳して帰ったり、泣き出したりとかなりのチキンである。カッツェに対しても反抗的な態度もとっており、2ちゃんねるにもカッツェのスレッドを立ち上げたほどである。「すりら」においても、あるアフター5の日では隊員だけでカッツェ様ゲームなどでカッツェに関する愚痴をこぼしたり（その際カッツェは裏で隠れて聞いていた）、忘年会ではカッツェを差し置いて隊員だけで二次会へと繰り出したり、渋谷征服作戦においても、タートルキングよりもタクシーによる移動が効率がいいと言いつつカッツェだけをタクシーに乗せて帰ったことも。
シリル
フランス人のギャラクター隊員。他の隊員よりも大柄な体型なのが特徴。2度目のフランス征服計画（後述）の際にカッツェがパリジャンとFacebookなどで知り合った末にカッツェにスカウトされて入隊した。ワインが大好物で、徹夜で飲みあかすことも。日本語は全く話せずカッツェ以外の他の隊員もフランス語を習得していないことからコミュニケーションに難がある。
特殊技能を持つ隊員
全国のギャラクター支部から選び抜かれてギャラクター本部に配属された隊員。様々な特殊技能を持つとされていたが実際は、野菜ソムリエやラッピングコーディネーター、サッカー審判3級、アロマコーディネーターといった資格しか持っていない。それゆえに資格が生かせなかったり、自分でもやりたいことが見つからずギャラクターに入ったらしい。そのためカッツェからは「インドにお行き!」と言われてしまった。
ダイゴ
広島県出身のギャラクター隊員で、ユニコーンのファンで郷土愛が強い。それゆえに母親との電話は欠かさず、電話口ではいつも広島弁で会話している。「素敵にBAD MORNING」のスタジオで収録されている「素敵にBADコミュニケーション!」のパーソナリティを務めている。2012年の母の日壊滅作戦では母親との会話で名前が明かされてしまい、さらにはカーネーション型化学兵器の実験台にされた挙句に、同年6月で両親が離婚すると告げられた。
オタク系隊員（オタクけいたいいん）
常にうず巻状のメガネを着用しているギャラクター隊員で、氏名は不詳。カナヅチでありギャラクターの海の日征服作戦の際には、一人だけフナムシを捕ろうとしていた。いろいろな新兵器を開発するが、2012年の日テレecoウィークの影響でギャラクターもCO2削減に取り組むことになった際に、その一環としてタートルキングの環境性能を改善すべく重量をこれまでの10分の1に軽量化したものの、全体の安定性が著しく低下したり、キャットコントロールマシーンなるマシーンを開発したものの、実際はカッツェに対するドッキリの仕掛けだったりと失敗作が多い他、遠隔操作ウイルスを開発中に、自分のホットレモネードをカッツェのパソコンにこぼしてカッツェのパソコンを破壊したこともある。その一方で、カッツェを敵役にした携帯電話用ゲーム（「モグラたたきゲーム」をベースにした「カッツェ様たたきゲーム」やシューティングゲームをベースにした「シューティングカッツェ様ゲーム」）を開発するなど技術力はある。
阿諏訪・金子（あすわ・かねこ）
一流大学への潜入作戦のために入隊したギャラクター学生隊員で、全くと言っていいほどやる気が見えていない。他の隊員と異なり短髪で黒髪なのが特徴。以前は居酒屋でバイトをしていた。しかし、言葉遣いは学生のノリで、ももいろクローバーZネタや芸能言葉しか話せず、カッツェを憤慨させてしまった。また、阿諏訪は悪に反する行為 を行ったため、制裁として高圧電流を浴びる羽目に。阿諏訪は他にも実戦演習と称して他の隊員から広島風お好み焼きを作らされたり、カッツェ手作りのバレンタインチョコをただ一人食べて金子や他の隊員たちから引かれるなど周りとずれていることが多い。

### その他の登場人物
ペロ
ケンの愛犬。2歳（人間年齢で23歳）。特技は人間の言葉が判る（飼い主であるケンの解釈）。性別は不明。休日には散歩させている。ケンはペロを「ちゃん」付けするほど溺愛しており、ペロを人質に取られたときはケンはあっさりカッツェの要求に従い、この様子を見ていた他の4人は呆れて帰ってしまった。
大ちゃん（だいちゃん）
ギャラクター隊員の息子（長男）で、隊員ではないがマスクを着用している。隊員が父の職業は公務員（部長）でカッツェの職業はアルバイトのリーダーとそれぞれ嘘をついて社会科見学に連れてきたのはよかったのだが、カッツェは大ちゃんにおばさん呼ばわりされてしまった。
TUBEのドラムの人にそっくりな人
常に地味なえんじ色のアロハシャツやカットソーを着ている。渋谷や湘南などでギャラクター隊員から毎回といっていいほど「TUBEのドラムの人」と間違えられているが、毎回同一人物なのかは不明。当初はカッツェやケンも本人だと思っていた。ほとんどの場合男性であるが、1回だけ女性だったこともある。
※以下はすべて本人役。
関根麻里
『ZIP!』の総合司会者。南部博士の別荘においてケン、南部博士、アンダーソン長官で、今後のギャラクターの戦いについて話し合っている最中、博士と長官の「小向美奈子が来た」などの冗談の付き合いによる水かけ論になった時、「千葉真一の真似をする関根勤」の真似をしているところを長官、南部博士に見つかった。自分がギャラクターに捕えられた時も、おはよう忍者隊の対応に不満を示していた。
日本テレビアナウンサー
桝太一
『ZIP!』の総合司会者で、都内のある神社の初詣リポートを行ったり、アンダーソン長官、ギャラクターへのインタビューに成功した男性アナウンサーで広島カープファン。初詣リポートではギャラクターによる初詣襲撃作戦に遭遇し、カッツェに対して絵馬に「世界征服」と書くようアドバイスを送った。国際科学技術庁本部前におけるアンダーソン長官とのインタビューでは、アンダーソン長官が「芹那が好きである」などと言ったためにキレたためインタビューを打ち切り、カッツェとのインタビューでは音声担当のミスが原因でカッツェにダメ出しされたり、広島カープの話題を切り出したところカッツェからキスを迫られる始末だった。また自らギャラクターに捉えられた時も広島カープファンが差し入れで持ってきた2013年広島カープカレンダーに興奮していた。馬場アナと違ってギャラクターが仕掛けた音声パスワードで解除できる爆弾の爆発解除に成功したものの、馬場アナに滑舌が甘いと難癖つけられ結局解除失敗したことも。
馬場典子
おはよう忍者隊やカッツェ、ギャラクター隊員のインタビューに成功した女性アナウンサー。インタビューの内容によっては機嫌を損ねたり、キレたりすることもあるなど短気である。カッツェへのインタビューではカッツェにダメ出しされまくって機嫌を損ね、さらに生中継でのインタビューの際、緊張して35歳過ぎると物覚えが悪いと八つ当たりをされた時にもキレた挙句に生中継を途中で打ち切った他、録画によるインタビューでもテープ交換による休憩後に「ギャラクター潜入2時間スペシャル」と勝手に企画を変えようとした。ジュンとは犬猿の仲で、おはよう忍者隊へのインタビューではジュンが「見た目より2歳違う」や「婚活が進んでいない」などとコメントした時に、機嫌を損ねて挙句にジュンに対して「髭が生えている」や「二の腕がぶくぶく」などと反撃し、自分がギャラクター隊員からナンパされた時もジュンに対してアホウドリ呼ばわりした。ギャラクター隊員とのインタビューではマイクの取り合いとなった。ギャラクターが仕掛けた音声パスワードで解除できる爆弾の爆発解除に失敗したことも。
EXILEメンバー
MAKIDAI（マキダイ）
タートルキングに乗って襲撃にやってきたカッツェの悪事を止める説得役に来た芸能人。芸人ウクレレえいじと仲がよい。しかしカッツェは中々本物だとは信じず、踊ったりカッツェの物真似をする破目に。
NESMITH（ネスミス）
カッツェがMAKIDAIのプライベートの情報を掴むため捕まえた芸能人。自白剤を打たれたもののプライベートの話ではなく、ウクレレえいじの話しかせず、最後には自ら紐を解いて、2012年3月14日発売のライブDVD「EXILE LIVE TOUR 2011 TOWER OF WISH 〜願いの塔〜」の宣伝を行った。
筧利夫
ギャラクターに洗脳されてしまった芸能人。渋谷においてレーザーガンを乱射しまくって渋谷の街をパニックに陥れていた最中にジョーに攻撃を加えられたところ元に戻った。
鈴木杏樹
戦闘中の近くの喫茶店にいた芸能人。カッツェがファンであまりにもしつこく質問するので面倒くさいと言われ、ガッチャマンにカッツェを倒してほしいと嘆願した。
速水もこみち
カッツェを追跡していたおはよう忍者隊の前に突如現れた芸能人。ケン以外のおはよう忍者隊員は速水が現れた途端に興奮し、カッツェも興奮した挙句におはよう忍者隊に戦闘中止を提案してジュンは受け入れたものの、ケンから「戦闘中止にしたのは速水のせいだ」と自ら攻撃される羽目に。
古賀シュウ
ジュンの物まねの特訓のために、南部博士が一押しの物まね芸人として呼んだ物まね芸人。ジュンはコロッケを呼ぶよう求めたが、南部博士はコロッケよりギャラが安い古賀を呼び寄せた。ケン以外の隊員は古賀の物まねに興奮していたが、ケンだけは呆れかえっていた。その後カッツェが南部博士より高いギャラを提示したことから、ギャラクター側についた。
前園真聖
2014年ワールドカップアジア最終予選（イラク戦〈2012年9月11日埼玉スタジアム2002〉）・（オマーン戦〈2012年11月14日マスカット・スルタン・カーブース・スポーツコンプレックス〉）・（ヨルダン戦〈2013年3月26日アンマン・キング・アブドゥッラー・スタジアム〉）直前にサッカー日本代表誘拐作戦の実行や見どころを聞こうとしたり、クラブワールドカップ2012、国際強化試合（ラトビア戦〈2013年2月6日ホームズスタジアム神戸〉）、2013 ワールド・ベースボール・クラシックの見どころを聞いたり、ギャラクター隊員のバイト先の女性への結婚祝いのビデオレター収録のためにギャラクターが捕まえた元サッカー日本代表選手。イラク戦の際にはギャラクター隊員が提案した誘拐のターゲットは累積によるイラク戦における出場停止選手ばかりだった。おはよう忍者隊が秘密基地に潜入して前園を救出したのはよかったのだが、ケン以外の隊員はサッカー日本代表時代の質問に終始していた。オマーン戦やクラブワールドカップ2012の際はカッツェはルールについて質問していたり、ギャラクター隊員と高校サッカーや得意なゲーム（隊員は『ウイニングイレブン』、前園は『バイオハザード』がそれぞれ得意）などで罵倒合戦を繰り広げたが、ラトビア戦の際は自然と隊員と仲が良くなっていった。その後前園は『マジンガーZIP!』では地下帝国に、『グッド・モーニング!!!ドロンジョ』ではドロンボー一味とギャラクター連合軍にそれぞれサッカー日本代表誘拐作戦などで捕らわれることになる。
新井浩文
カッツェを追跡していたおはよう忍者隊の前に突如現れた芸能人。ジュンは作戦そっちのけで新井に対して質問をぶつけていた。カッツェに捉えられた時は、脚本によっては作戦を実行しないと言ったほどだった。
映画『ガッチャマン』出演俳優
松坂桃李
ギャラクターの映画『ガッチャマン』公開阻止作戦 で、ギャラクターに捉えられた綾野を救出するためにアンダーソン長官が呼んだ芸能人。カッツェがタイプにしている男性でもある。松坂は南部博士とアンダーソン長官との言い争いに仲裁に入り、アンダーソン長官と対話を試みたものの、アンダーソン長官は「2日連続でラーメン二郎で食べまくった」や、「小橋建太引退試合では泣かなかった」と発言し、松坂は「『アルマゲドン』を観ても泣かなかった」や、部屋にブルース・リーの『燃えよドラゴン』のポスターを張ってあると発言し、2人で罵倒合戦を繰り返す始末だった。
綾野救出作戦では、Gスーツを着用して登場し、さらにブーメランを操った。ケンと松坂で綾野の救出作戦方法やどちらがリーダーかで対立し、最後はケン以外の隊員やカッツェから作戦は松坂の案が正当であると言ったり、松坂がリーダーにふさわしいとコメントしていた。綾野を救出後は松坂がカッツェに映画『ガッチャマン』のチケットをプレゼントし、最後はカッツェ自ら映画の宣伝を行った。
綾野剛
カッツェが映画『ガッチャマン』をギャラクターに無断で制作したとして捕まえた芸能人。蛤が大好物。『眠い』などと消極的な態度をとっているが、ギャラクター本部の近くに壇蜜のそっくりさんである小蜜が来たと知らされると、えらく興奮していた。

## メカニックなど

### おはよう忍者隊のメカニック
ゴッドフェニックス
おはよう忍者隊専用機。G-1号〜G-5号を合体させることができるが、合体には専用のボルトが必要。竜のボルト取り付けミスでG-1号〜G-5号を合体できなかったことも。モニターは当初はアナログテレビで、南部博士はモニターの地デジ化を強く求めているが、地デジ化されないままアナログ放送終了を迎えてしまったが、後に地デジ化された。シーンに合わせての選曲アプリ付き。武器としてバードミサイルがあるが、発射には南部博士の許可が必要で、予算の都合でバードミサイル積立貯金（1人毎月2,000円）が貯まらないと撃つことができず、ボタンを押すとタライや水が降る機能が付いていたが、後にバードミサイル発射承りセンター用のボタンやパスワード入力表示ボタンに変更される。ただし年末の決算期には何発でも打ってよいことになっている。他にも必殺技として科学忍法・火の鳥があるが、打ち上げ花火と同様に火薬調合が必要であり、さらにはお盆期間中しかきれいな色が出ない。駐車違反でレッカー移動されそうになったこともある。
ブーメラン
ケンが使用する武器。戦闘に使用するのはもちろんのこと、多機能包丁としても使用できる。威力が強いため、迂闊にも盆栽に当たって壊れたためにその家の主人に殴られたり（その際、カッツェに慰められる）、ギャラクター隊員に対してケガをさせて、ケン自身が隊員のバイト先の店長に自ら電話をかけて代わりにアルバイトに行かされたことも。色は4色そろっており、なぜか通販にて1980円で購入可能である。
ブレスレット
「バード・ゴー」という声紋に反応しておはよう忍者隊員が普段着ている私服をバードスタイルに変化させて変身したり、隊員同士の通信に使用する。通信に関しては携帯電話の通話可能エリア内でも通信不可のエリアがある。
三日月サンゴ礁（みかづきサンゴしょう）
三日月形をしたおはよう忍者隊の秘密基地で、人工島の下に基幹部分がある。ギャラクターから三日月秘密基地内のモニターをジャックされることも。モニターは地デジ対応（開始当初はアナログだった）だが電話はまだ黒電話。内部は司令室の他、おはよう忍者隊の学習室やゴッドフェニックスの格納庫など多岐にわたる。トイレはおはよう忍者隊用と南部博士・アンダーソン長官用に分けられている。
レッドインパルス戦闘機（レッドインパルスせんとうき）
深紅の塗装をしたレッドインパルスの攻撃機だが、操縦ミスで着陸失敗に終わることもある。
正義の味方サウンドマシーン（せいぎのみかたサウンドマシーン）
南部博士が開発した正義の味方らしい発言に感知し、ドラマチックな効果音を発するマシーン。だが実際は、竜の食べ物の発言やジョーのにしおかすみこのモノマネといったどうでもいい声にまで反応してしまうという、お粗末な物だった。
悪の組織サウンドストップマシーン（あくのそしきサウンドマシーン）
南部博士が対ギャラクター対策として開発したマシーンで、ギャラクターの声の反応におばさんの笑い声で反撃しまくる。
アンダーソン長官専用機（アンダーソンちょうかんせんようき）
アンダーソン長官が安全に移動できるように開発された小型ジェット機で、万が一の際に各席に脱出用パラシュートが装備されている。ただ、脱出用パラシュートは音声認識でも作動するため、誤作動を起こすこともある。

### ギャラクターのメカニック

#### 巨大メカ
ギャラクターが頑張って作った自慢の巨大メカ 群で、戦闘に用いられるのはもちろんのこと、一般の自動車や航空機同様にも運用される。その一方でカッツェは運行コストや環境対策を度外視して建造しまくるため、ギャラクター隊員から巨大メカ全体の運行コスト削減や環境対策などを求められている。メカの性能は小回りが利かないために細い路地などに入れない他、またギャラクターはロードサービスの会員に入っておらず、なおかつカッツェも前述の通りケチであることから、作戦中のメカトラブル対応にも苦慮している。
タートルキング
ギャラクターが最初に完成させた、亀型巨大メカ 。日本〜ヨーロッパ間における無着陸での飛行が可能。初登場時は当初はタートルキングに乗って渋谷に直接乗り込む予定だったが、ギャラクター隊員からCO2削減のため、パークアンドライドでの移動を勧められた。そのため、最寄り駅である高井戸駅まではタートルキングで行きそこからは京王井の頭線で渋谷へ行くはめになり、イラストで説明することに。
再登場時は出撃しゴッドフェニックスと戦うかに見えたが、甚平が寝ていたのを起こしたくない、というジュンの理由に健以外のガッチャマンやギャラクター隊員たちが賛同し、健とカッツェのみが残った結果、結局戦わなかった。また、ゴッドフェニックスの選曲アプリのイメージとしても登場した。
3度目の登場時はギャラクター隊員に渋谷征服計画が飽きられたのか、新たな計画として『笑ってコラえて!』のコーナーである「日本列島ダーツの旅」に倣って、ダーツの矢に当たった場所へ赴き、その地域を征服する作戦に変更した。そこでカッツェがタートルキングに乗って島根県安来市切川町 に乗り込んだのだが、カッツェは地元住民に「この辺ならいいで」と土地を紹介される羽目に。
4度目の登場時は『24時間テレビ34』終了翌日に日本テレビへの襲撃作戦を実行することになり、その際ギャラクター隊員はチャリTシャツを着用していた。タートルキングに乗って日テレへ向かうのだが、わざわざ24時間チャリティーマラソンで徳光和夫が走ったルートを通って日テレに到着した。到着後にカッツェとギャラクター隊員は日テレで『24時間テレビ』チャリティー募金を済ませ、カッツェもチャリTシャツを着用して日テレを後にした。
6度目の登場時は最初のフランス征服計画の際に、パリで現地の人にカッツェが持っていた「Je veux conquérir ce pays（わたしはこの国を征服したい）」とフランス語で書かれた紙を取られた挙句に、現地の人にフランス語のレッスンを受けるはめになった屈辱を晴らすべく、カッツェがフランス語を習得した上で再度パリにタートルキングで乗り込んだ。カッツェにフランス語のレッスンを行った現地のフランス人がギャラクターを倒すべくおはよう忍者隊をパリへ呼び寄せたものの、その際おはよう忍者隊はフランス語が理解できず、戦闘以前にフランス語の会話で苦しめられることになった。
7度目の登場時は山梨県の奥地で新型ミサイルの開発に成功し、すぐさま渋谷征服を決行しようとしたが、ギャラクター隊員がタートルキングのキーをコクピットに閉じ込めてしまったためにドアの開閉が不可能になってしまった。そこでギャラクター隊員はロードサービスを呼ぶことを提案し、パソコンでロードサービスの見積を調べた結果一万円を超えることから、カッツェはすぐさまロードサービスを呼ぶことを拒否したものの、ギャラクター隊員はタートルキングのドア目がけてミサイルを発射し、強引にタートルキングのドアを開放した。
『モンスターハンター3G』とのコラボ編でも登場。この時は渋谷の街で暴れていたが、ガッチャマンが新しいモンスターを狩ることに熱中して無視された状態になっており腹いせに渋谷を無茶苦茶にしようと企むもギャラクター隊員もゲームに熱中しており完全にカッツェ共々立場がなかった。
『グッド・モーニング!!!ドロンジョ』でも登場。その際は、ドロンボー一味と時を同じくして代官山を襲撃している。
メカデゴン
ギャラクターが完成させた2台目の巨大メカで、ムカデ型の巨大メカ。カーナビなどの道路案内ツールは未装備で、メカ自体の老朽化が著しい。初登場時はカッツェはメカデゴンに乗って渋谷征服を図ろうとするのだが、すでにタートルキングがあることから、ギャラクター隊員からメカデゴンの保管場所や維持費などで集中砲火を浴びるはめになった。カッツェはメカデゴンのためにタートルキングをエコ替えという名目で下取りに出そうと妥協策を探るものの、ギャラクター隊員に「動かさない方がエコになる」と一蹴された。
再登場した時はいつものように渋谷征服にメカデゴンで出撃したが、道路が一方通行だったり、行き止まりに当たってしまったためバックで戻ることになるのだが、カッツェはギャラクター隊員のバック操作にほれ込んでしまい、渋谷征服計画を中止してそのままバックで秘密基地へ帰還した。
3度目の登場時はメカデゴンが故障して修理の見込みが立たないことから、隊員が息抜きで「一回だけなんかあたりまえっぽいクイズ」を行ったが、カッツェにメカデゴンの修理をさぼっているところをばれる羽目に。
イグアナゴン
ギャラクターが完成させた3台目の巨大メカで、イグアナ型の巨大メカ。出撃前におはよう忍者隊に秘密基地を発見されて攻撃されたために出撃されずに終わり、最後は残りの放送尺内でケンとナレーターとのやり取りに終始する羽目に。
ミイラ巨人（ミイラきょじん）
2013年3月20日に発売された傑作選DVD（後述）の宣伝のために、ギャラクターが完成させた4台目の巨大メカで、ミイラ型の巨大メカ。カッツェが三日月秘密基地のモニターをジャックし、なおかつミイラ巨人に傑作選DVD3巻を腹部に入れさせて傑作選DVDの宣伝を行った。

#### その他のギャラクターのメカニック
デブルスター
カッツェが使用している一人乗り小型円盤。主に近距離の移動に使用する。初期に登場していた。
カッツェ専用脱出用ポッド（カッツェせんようだっしゅつようポッド）
カッツェがおはよう忍者隊やギャラクター隊員に追い詰められた際に、最終手段として逃走用に使用するロケット。少女時代のファンである隊員二人にチケット代工面のための給料の前借を持ちかけられた際には脱出ポッドで逃走するという原作さながらの脱出劇を見せた。
チビッ子ロボ（チビッこロボ）
ギャラクターが人間の子供と同じ寸法に作った小型ロボ。ギャラクターに怯えて泣きだしたために、ケンが板東英二やビートたけしの物真似をやってなだめようとするが泣きやまなかった。ところがカッツェが達川光男の物真似をリクエストしたことからギャラクターが作ったロボと判明。最後はカッツェがケンの物真似に対して辛口評価を行った。
変身セット各種
ガッチャマン変身セット（ガッチャマンへんしんセット）
ギャラクターが戦闘訓練のために使用する。ケンのお面とマントがセットになっており、品質も玩具レベルではあるもののギャラクター隊員でも人気が高い。特にカッツェは変身セットを装着しただけで喜んでいた。
ベルク・カッツェ変身セット（ベルク・カッツェへんしんセット）
カッツェがギャラクター隊員を自身の影武者にさせるために製作したが、実際にはマスクを被る部分は上半分だけで、なおかつマントとマスクの下半分が一体化されており、古着を多く再利用するなど、全体の品質も学芸会レベルのものにすぎなかった。
大橋巨泉型ボディスーツ（おおはしきょせんがたボディスーツ）
カッツェがテレビ局ジャック作戦を実行するために大橋巨泉と同寸法に制作したボディスーツだが、ギャラクター隊員には巨泉の往年の名ゼリフや『11PM』、『世界まるごとHOWマッチ』（毎日放送）などの巨泉が出演した番組を知らない隊員が多く、着用するにふさわしい隊員は皆無だった挙句、おはよう忍者隊が秘密基地に潜入してジュンが巨泉のモノマネをしたためにギャラクターのテレビ局ジャック作戦は失敗に終わった。
不幸レーザー（ふこうレーザー）→不幸レーザーα（ふこうレーザーアルファ）
日本中の人々を不幸に陥れるためにギャラクターが開発したレーザー光線。円盤から地面を照射し攻撃する。竜も戸越銀座から帰る際に不幸レーザー攻撃に巻き込まれて、カレー屋では白ライスを注文したつもりがサフランライスが出てくるなど不幸な目に遭った。後に改良型の不幸レーザーαにバージョンアップされ、ジョーも竜と共に攻撃に遭ってしまった。
テレパシー開発能力マシーン（テレパシーかいはつのうりょくマシーン）
カッツェがテレバシー開発のために製作したマシーン。頭にかぶってテレバシーを察知するのだが、それ以前にギャラクター隊員からカッツェに関する愚痴を言われる始末だった。

## ベルク・カッツェの気ままにBAD MORNING
通常枠において、不定期にカッツェがラジオパーソナリティ風に催し視聴者（主にチビっ子）から実際に届いた質問に答える機会を設けるコーナーで、「カッツェから君へ!」などといったサブタイトルが付く。収録は秘密基地の中にあるスタジオで行っている。しかし、カッツェ自身の気に障る内容には頑として答えようとしない。おはよう忍者隊も本コーナーを見て、対抗コーナーを設けようと計画したこともあり、ケンとジュンが秘密基地に潜入した際も収録スタジオを発見したこともある。141話より「気ままにBAD MORNING」が放送される場合のみ画面右上のテロップが「視聴者お悩み相談!」となることもあった。同様のコーナーは次作『マジンガーZIP!』でも、「あしゅら男爵の悩んで半分笑顔で半分」に引き継がれている。

## キャスト
- ケン、甚平、ギャラクター隊員 - BOSE（スチャダラパー）
- 竜、総裁X、ギャラクター隊員、ナレーター - ANI（スチャダラパー）
- ジョー、ベルク・カッツェ、アンダーソン長官、ギャラクター隊員 - 宮崎吐夢
- ジュン、ギャラクター女性アルバイト隊員 - しまおまほ
- 南部博士、ギャラクター隊員 - Kate Arrow
- レッドインパルス - 山田與志（COWCOW）[5]
- ブラックバード隊長 - ピエール瀧
- ギャラクター隊員（阿諏訪・金子） - うしろシティ（金子学・阿諏訪泰義）[6][7]

ゲスト出演
- ギャラクター隊員（2011年7月26日）、本人役（2012年1月9日・3月27日・8月23日・8月30日・9月13日・10月23日・10月24日・11月21日、2013年2月20日・2月21日） - 桝太一（日本テレビアナウンサー）
- 島根のおばあちゃん（2011年7月29日）、プールの監視員（2011年8月24日） - ネゴシックス
- 甚平（声変わり時） - 原田泰造（2011年8月1日）
- MAKIDAI - （本人役、2011年8月30日、2013年1月1日）
- ある地方自治体の町長（2011年9月22日）、本人役（2012年4月19日） - 筧利夫
- ギャラクター隊員（2011年9月27日・9月30日）、ファミレスの店員（2011年9月29日） - 川島明（麒麟）
- 鈴木杏樹 - （本人役、2011年10月7日）
- 馬場典子 - （当時日本テレビアナウンサー・本人役、2011年11月2日・11月18日、2012年1月23日・3月15日・3月26日・3月27日・8月20日・9月19日、2013年1月16日・1月28日・2月15日）
- 関根麻里 - （本人役、2011年12月6日・2012年7月23日）
- クラブワールドカップ実況アナウンサー - 田中毅（日本テレビアナウンサー、2011年12月8日）
- NESMITH - （本人役、2012年3月13日）
- 速水もこみち - （本人役、2012年4月2日）
- 古賀シュウ - （本人役、2012年6月21日・6月22日・7月11日・7月18日）
- 前園真聖 - （本人役、2012年9月10日・9月11日・11月13日・11月14日・12月4日、2013年2月4日・2月5日・3月22日・3月25日）[8]
- 新井浩文 - （本人役、2013年3月8日・3月15日）
- 綾野剛 - （本人役、2013年8月20日・8月22日・8月23日）
- 松坂桃李 - （本人役、2013年8月21日 - 8月23日）

## スタッフ
- 原作 - タツノコプロ（2013年3月3日までの商号は竜の子プロダクション）
- 監修 - 守屋健太郎
- 脚本 - 堀雅人
- 音楽 - Yuppa
- テーマ曲 - 「ガッチャマンの歌」
- プロデューサー - シンゴスター（藤井進午）
- ディレクター - 上野勇
- アニメーション - Kate Arrow
- 制作 - ODDJOB
- 製作著作 - 日本テレビ[9]

## 各話リスト

### レギュラー版
| 話数                                            | サブタイトル                         | 放送日         |
| ----------------------------------------------- | ------------------------------------ | -------------- |
| 1                                               | ガッチャマン 参上!の巻               | 2011年 4月18日 |
| 2                                               | 我が道行くぜ!コンドルのジョーの巻    | 4月19日        |
| 3                                               | 南部博士の新発明!?の巻               | 4月20日        |
| 4                                               | 奴らは何者だ!?の巻                   | 4月21日        |
| 5                                               | ギャラクターの陰謀!の巻              | 4月22日        |
| 6                                               | 二手に分かれて追え!の巻              | 4月25日        |
| 7                                               | ギャラクターの秘密特訓!の巻          | 4月26日        |
| 8                                               | 正義の味方とは!?の巻                 | 4月27日        |
| 9                                               | 南部博士の緊急指令!の巻              | 4月28日        |
| 10                                              | ベルク・カッツェはどこだ!?の巻       | 4月29日        |
| 11                                              | カッツェの要求の巻                   | 5月2日         |
| 12                                              | 総裁Xのいら立ちの巻                  | 5月3日         |
| 13                                              | 要求はなんだ!?の巻                   | 5月4日         |
| 14                                              | ギャラクターの掟の巻                 | 5月5日         |
| 15                                              | 南部博士のさらなる発明の巻           | 5月6日         |
| 16                                              | あの武器は何だ!?の巻                 | 5月9日         |
| 17                                              | 任務を遂行せよ!の巻                  | 5月10日        |
| 18                                              | ガッチャマン危機一髪!の巻            | 5月11日        |
| 19                                              | ガッチャマンの絆の巻                 | 5月12日        |
| 20                                              | ギャラクターの謎の巻                 | 5月13日        |
| 21                                              | 総裁Xの戸惑いの巻                    | 5月16日        |
| 22                                              | 戦いの前に…の巻                      | 5月17日        |
| 23                                              | 敵をスパイせよ!の巻                  | 5月18日        |
| 24                                              | 忍び寄るギャラクターの影!?の巻       | 5月19日        |
| 25                                              | マイクロフィルムの行方の巻           | 5月20日        |
| 26                                              | アンダーソン長官登場の巻             | 5月23日        |
| 27                                              | 南部博士の緊急指令2の巻              | 5月24日        |
| 28                                              | ギャラクターの緊急特訓の巻           | 5月25日        |
| 29                                              | バードミサイル発射!?の巻             | 5月26日        |
| 30                                              | 新機能でGO!の巻                      | 5月27日        |
| 31                                              | 巨大メカ出現!?の巻                   | 5月30日        |
| 32                                              | 今のは何だ!?の巻                     | 5月31日        |
| 33                                              | 追い詰められたカッツェの巻           | 6月1日         |
| 34                                              | 地球環境を守れ!の巻                  | 6月2日         |
| 35                                              | ゴッドフェニックス迂回せよ!の巻      | 6月3日         |
| 36                                              | ギャラクターの秘密特訓再び!の巻      | 6月6日         |
| 37                                              | 再びバードミサイル発射!?の巻         | 6月7日         |
| 38                                              | もっと敵をスパイせよ!の巻            | 6月8日         |
| 39                                              | ギャラクターの洗脳!?の巻             | 6月9日         |
| 40                                              | タイムマシーン開発成功!?の巻         | 6月10日        |
| 41                                              | この中にスパイがいる!の巻            | 6月13日        |
| 42                                              | またまたバードミサイル発射!の巻      | 6月14日        |
| 43                                              | 電気ショックの恐怖!の巻              | 6月15日        |
| 44                                              | 忍法竜巻ファイターの巻               | 6月16日        |
| 45                                              | チビッ子の涙の巻                     | 6月17日        |
| 46                                              | 再びアンダーソン長官登場!の巻        | 6月20日        |
| 47                                              | 総裁Xの疑問の巻                      | 6月21日        |
| 48                                              | 勝負の時 来たる!?の巻                | 6月22日        |
| 49                                              | 総裁Xの変貌!の巻                     | 6月23日        |
| 50                                              | 雨に願いをの巻                       | 6月24日        |
| 51                                              | 総裁Xの大いなる疑問の巻              | 6月27日        |
| 52                                              | アンダーソン長官のレッスンの巻       | 6月28日        |
| 53                                              | ゴッドフェニックスの新兵器!?の巻     | 6月29日        |
| 54                                              | ジュンのリクエストの巻               | 6月30日        |
| 55                                              | 世界征服ついに実現!?の巻             | 7月1日         |
| 56                                              | アンダーソン長官の報告の巻           | 7月4日         |
| 57                                              | 緊急事態に備えろ!の巻                | 7月5日         |
| 58                                              | ギャラクターの犯行予告!の巻          | 7月6日         |
| 59                                              | 悪の組織の願いごとの巻               | 7月7日         |
| 60                                              | ギャラクターの頭脳作戦!の巻          | 7月8日         |
| 61                                              | 敵をハッキングせよ!の巻              | 7月11日        |
| 62                                              | 今度こそバードミサイル発射!?の巻     | 7月12日        |
| 63                                              | ギャラクターの異変!?の巻             | 7月13日        |
| 64                                              | 決戦!ケンVSカッツェ!の巻             | 7月14日        |
| 65                                              | 夏休みの平和を守れ!の巻              | 7月15日        |
| 66                                              | アンダーソン長官からの問いの巻       | 7月18日        |
| 67                                              | カッツェの世界征服プランの巻         | 7月19日        |
| 68                                              | 思わぬ敵あらわる!?の巻               | 7月20日        |
| 69                                              | 正義とは何だ!?の巻                   | 7月21日        |
| 70                                              | ヤツを取り押さえろ!の巻              | 7月22日        |
| 71                                              | 地デジで大逆転!の巻                  | 7月25日        |
| 72                                              | 危うし!?ロックフェス!!の巻           | 7月26日        |
| 73                                              | アンダーソン長官 2度目のレッスンの巻 | 7月27日        |
| 74                                              | ギャラクターの団結力の巻             | 7月28日        |
| 75                                              | 新たな世界征服プランの巻             | 7月29日        |
| 76                                              | 甚平の声変わり!?の巻                 | 8月1日         |
| 77                                              | カッツェの苦悩の巻                   | 8月2日         |
| 78                                              | 科学忍法火の鳥!の巻                  | 8月3日         |
| 79                                              | アンダーソンを襲う恐怖!の巻          | 8月4日         |
| 80                                              | ベルク・カッツェの主張とは……!?の巻   | 8月5日         |
| 8月8日から8月19日までは夏休みリクエストSPを放送 |                                      |                |
| 81                                              | 日本テレビ襲撃計画!?の巻             | 8月22日        |
| 82                                              | ロックフェスにギャラクター!の巻      | 8月23日        |
| 83                                              | 正義の前に立ちはだかるものの巻       | 8月24日        |
| 84                                              | カッツェから君へ!の巻                | 8月25日        |
| 85                                              | カッツェ激怒!その真相は……の巻        | 8月26日        |
| 86                                              | 悪であるために!の巻                  | 8月29日        |
| 87                                              | ベルクカッツェを止めろ!の巻          | 8月30日        |
| 88                                              | 総裁Xの焦りの巻                      | 8月31日        |
| 89                                              | アンダーソン長官の独自調査の巻       | 9月1日         |
| 90                                              | 敵の電波をキャッチせよ!の巻          | 9月2日         |
| 91                                              | 作戦を悟られるな!の巻                | 9月5日         |
| 92                                              | サイバーテロ計画、始動の巻           | 9月6日         |
| 93                                              | 乙女のハートに直撃!の巻              | 9月7日         |
| 94                                              | アンダーソン長官、前線へ!の巻        | 9月8日         |
| 95                                              | 竜からのメッセージの巻               | 9月9日         |
| 96                                              | ギャラクター、世界へ!の巻            | 9月12日        |
| 97                                              | VTRで究明せよ!の巻                   | 9月13日        |
| 98                                              | 赤か!?青か!?の巻                     | 9月14日        |
| 99                                              | 恐怖の洗脳ドリンク!の巻              | 9月15日        |
| 100                                             | アンダーソン、決死のストップ!の巻    | 9月16日        |
| 101                                             | ギャラクターの甘い罠の巻             | 9月19日        |
| 102                                             | カッツェの超能力開発計画!の巻        | 9月20日        |
| 103                                             | アンダーソンからの提案の巻           | 9月21日        |
| 104                                             | ギャラクターの侵略成功!?の巻         | 9月22日        |
| 105                                             | 新たな巨大メカ出現!の巻              | 9月23日        |
| 106                                             | ふたたびVTRで究明せよ!の巻           | 9月26日        |
| 107                                             | 特殊技能を持つ男の巻                 | 9月27日        |
| 108                                             | アンダーソンのアナロジーの巻         | 9月28日        |
| 109                                             | 竜からのオーダーの巻                 | 9月29日        |
| 110                                             | 友情の説得の巻                       | 9月30日        |
| 111                                             | ジョーは来る!の巻                    | 10月3日        |
| 112                                             | アンダーソンの不安の巻               | 10月4日        |
| 113                                             | 絶体絶命!ケンと竜!の巻               | 10月5日        |
| 114                                             | 2050年の世界!の巻                    | 10月6日        |
| 115                                             | 決着の前に…!の巻                     | 10月7日        |
| 116                                             | ギャラクター in オータムの巻         | 10月10日       |
| 117                                             | アンダーソン FROM NEW YORK!の巻      | 10月11日       |
| 118                                             | 絶体絶命!ケンと竜とジョー!の巻       | 10月12日       |
| 119                                             | ギャラクター隊員の苦悩の巻           | 10月13日       |
| 120                                             | しょげるな、甚平!の巻                | 10月14日       |
| 121                                             | ふたたびカッツェから君へ!の巻        | 10月17日       |
| 122                                             | 正義の味方の苦悩の巻                 | 10月18日       |
| 123                                             | さらなる高みへ……の巻                 | 10月19日       |
| 124                                             | ジョー!タイマーをセットしろ!の巻     | 10月20日       |
| 125                                             | ギャラクターアフター5の巻            | 10月21日       |
| 126                                             | ゴッドフェニックスの新たな装備の巻   | 10月24日       |
| 127                                             | スターになりすませ!の巻              | 10月25日       |
| 128                                             | 議論は平行線の巻                     | 10月26日       |
| 129                                             | 決戦は10.27!の巻                     | 10月27日       |
| 130                                             | 答えろ、ジョー!の巻                  | 10月28日       |
| 131                                             | カッツェVSアンダーソンの巻           | 10月31日       |
| 132                                             | 正義の音が鳴り響くの巻               | 11月1日        |
| 133                                             | ベルク・カッツェ独占レポートの巻     | 11月2日        |
| 134                                             | アンダーソン大いに笑うの巻           | 11月3日        |
| 135                                             | ギャラクター隊員の密談の巻           | 11月4日        |
| 136                                             | 国際科学技術庁、調査せよ!の巻        | 11月7日        |
| 137                                             | 恐怖の洗脳ビデオ!の巻                | 11月8日        |
| 138                                             | 急いで踏み込め!の巻                  | 11月9日        |
| 139                                             | 真夜中のカッツェの巻                 | 11月10日       |
| 140                                             | なぜ、今ここで!?の巻                 | 11月11日       |
| 141                                             | またまたカッツェから君へ!の巻        | 11月14日       |
| 142                                             | アンダーソンの作戦会議の巻           | 11月15日       |
| 143                                             | 絶体絶命のカッツェ!の巻              | 11月16日       |
| 144                                             | 南部博士の大改革!の巻                | 11月17日       |
| 145                                             | ベルク・カッツェ独占生中継!の巻      | 11月18日       |
| 146                                             | 悪の行く手に正義あり?!の巻           | 11月21日       |
| 147                                             | 総裁Xからの忠告の巻                  | 11月22日       |
| 148                                             | ギャラクター、ふたたび世界へ!の巻    | 11月23日       |
| 149                                             | 気付かずにいたこと……の巻             | 11月24日       |
| 150                                             | ケンの緊急召集!の巻                  | 11月25日       |
| 151                                             | アンダーソン長官、応答せよ!の巻      | 11月28日       |
| 152                                             | 正義の声をあげろ!の巻                | 11月29日       |
| 153                                             | 今日もまたカッツェから君へ!の巻      | 11月30日       |
| 154                                             | 12月のギャラクターの巻               | 12月1日        |
| 155                                             | たったひとつ、気がかりなことの巻     | 12月2日        |
| 156                                             | 秘密のニセ札計画!の巻                | 12月5日        |
| 157                                             | 議論は一進一退!の巻                  | 12月6日        |
| 158                                             | 新型爆弾開発成功!?の巻               | 12月7日        |
| 159                                             | サッカースタジアム危機一発!の巻      | 12月8日        |
| 160                                             | 潜入!ケンと竜!の巻                   | 12月9日        |
| 161                                             | 本当の敵は何だ!の巻                  | 12月12日       |
| 162                                             | 絶体絶命!ケンとジョーとジュン!の巻   | 12月13日       |
| 163                                             | 彼らの若き日々の巻                   | 12月14日       |
| 164                                             | ギャラクターの新メンバーの巻         | 12月15日       |
| 165                                             | 新メンバーの任務の巻                 | 12月16日       |
| 166                                             | 年の瀬のギャラクターの巻             | 12月19日       |
| 167                                             | 年の瀬のヒーローの巻                 | 12月20日       |
| 168                                             | バードミサイル発射完了!?の巻         | 12月21日       |
| 169                                             | カッツェ・アワード2011の巻           | 12月22日       |
| 170                                             | 聖なる夜のベルクカッツェの巻         | 12月23日       |
| 12月26日から12月28日までは冬休み傑作選を放送    |                                      |                |

| 話数                                                 | サブタイトル                                | 放送日        |
| ---------------------------------------------------- | ------------------------------------------- | ------------- |
| 新春2本立てSP                                        | アンダーソン長官のNEW YEARの巻              | 2012年 1月1日 |
| 新春2本立てSP                                        | 総裁Xの年頭の訓示の巻                       | 2012年 1月1日 |
| 1月4日から1月6日までは新春傑作選を放送               |                                             |               |
| 171                                                  | 悪の組織の初詣の巻                          | 1月9日        |
| 172                                                  | 正義の味方のお正月の巻                      | 1月10日       |
| 173                                                  | 竜からの願いごとの巻                        | 1月11日       |
| 174                                                  | 美しきチャレンジャー!の巻                   | 1月12日       |
| 175                                                  | 風邪ぎみのアンダーソン?の巻                 | 1月13日       |
| 176                                                  | 過去のある男の巻                            | 1月16日       |
| 177                                                  | 自白剤の恐怖!の巻                           | 1月17日       |
| 178                                                  | ふたたび答えろ、ジョー!の巻                 | 1月18日       |
| 179                                                  | ギャラクターアフター5、ふたたびの巻         | 1月19日       |
| 180                                                  | 不用意な応答の巻                            | 1月20日       |
| 181                                                  | ガッチャマン独占インタビュー!の巻           | 1月23日       |
| 182                                                  | 南部博士の緊急報告の巻                      | 1月24日       |
| 183                                                  | 今年もカッツェから君へ!の巻                 | 1月25日       |
| 184                                                  | 都会に雪が降るの巻                          | 1月26日       |
| 185                                                  | 議論の核心は……の巻                          | 1月27日       |
| 186                                                  | ギャラクターの格闘訓練!の巻                 | 1月30日       |
| 187                                                  | 絶体絶命!ケンとジュン!の巻                  | 1月31日       |
| 188                                                  | ヒーローの苛立ちの巻                        | 2月1日        |
| 189                                                  | 新型ミサイル開発成功!?の巻                  | 2月2日        |
| 190                                                  | 節分のアンダーソンの巻                      | 2月3日        |
| 191                                                  | ふたたび南部博士の緊急報告の巻              | 2月6日        |
| 192                                                  | 合言葉は「バード・ゴー」の巻                | 2月7日        |
| 193                                                  | ふたたび絶体絶命!ケンとジュン!の巻          | 2月8日        |
| 194                                                  | 謎の怪光線!?の巻                            | 2月9日        |
| 195                                                  | 東京スカイツリー占領計画の巻                | 2月10日       |
| 196                                                  | 探求者の孤独の巻                            | 2月13日       |
| 197                                                  | 悪夢のバレンタインの巻                      | 2月14日       |
| 198                                                  | ヒーローの苛立ち、ふたたび!の巻             | 2月15日       |
| 199                                                  | ギャラクターの極秘ミーティングの巻          | 2月16日       |
| 200                                                  | 合意の果てに……の巻                          | 2月17日       |
| 201                                                  | カウント1、2、3!の巻                        | 2月20日       |
| 202                                                  | 今日もカッツェから君へ!の巻                 | 2月21日       |
| 203                                                  | ターゲットはジュン!の巻                     | 2月22日       |
| 204                                                  | 最後の言葉は…!?の巻                         | 2月23日       |
| 205                                                  | 春近し……?の巻                               | 2月24日       |
| 206                                                  | ギャラクターの極秘ミーティングふたたび!の巻 | 2月27日       |
| 207                                                  | 敵か!?味方か!?レッドインパルス!の巻         | 2月28日       |
| 208                                                  | レッドインパルスとの邂逅!の巻               | 2月29日       |
| 209                                                  | 悪の世界へ誘い込め!の巻                     | 3月1日        |
| 210                                                  | 真夜中の逃走の巻                            | 3月2日        |
| 211                                                  | スピーク・イングリッシュ!の巻               | 3月5日        |
| 212                                                  | またもヒーローの苛立ちの巻                  | 3月6日        |
| 213                                                  | 傷痕のメモリーの巻                          | 3月7日        |
| 214                                                  | 悪の揺らぎの巻                              | 3月8日        |
| 215                                                  | ギャラクターの極秘ミーティング三たび!の巻   | 3月9日        |
| 216                                                  | 何度でも、カッツェから君へ!の巻             | 3月12日       |
| 217                                                  | 自白剤の恐怖、ふたたび!の巻                 | 3月13日       |
| 218                                                  | 24時間の攻防!の巻                           | 3月14日       |
| 219                                                  | 春、到来!の巻                               | 3月15日       |
| 220                                                  | ジュンに迫る魔の手の巻!                     | 3月16日       |
| 221                                                  | 甚平の見る夢の巻                            | 3月19日       |
| 222                                                  | 総裁Xの拒絶の巻                             | 3月20日       |
| 223                                                  | 忍び寄る、謎の人影の巻                      | 3月21日       |
| 224                                                  | 聞け、悪徳の声をの巻                        | 3月22日       |
| 225                                                  | 南部博士の緊急報告、三たび!の巻             | 3月23日       |
| 226                                                  | パスワードで切り抜けろ!の巻                 | 3月26日       |
| 227                                                  | ふたたびパスワードで切り抜けろ!の巻         | 3月27日       |
| 228                                                  | またまた絶体絶命!ケンとジュン!の巻          | 3月28日       |
| 229                                                  | 発信器で追跡せよ!の巻                       | 3月29日       |
| 230                                                  | プロ野球開幕をジャックせよ!の巻             | 3月30日       |
| 231                                                  | ベルクカッツェを追え!の巻                   | 4月2日        |
| 232                                                  | おやすみ、甚平の巻                          | 4月3日        |
| 233                                                  | 危うし!白鳥のジュン!の巻                    | 4月4日        |
| 234                                                  | もう一人のカッツェの巻                      | 4月5日        |
| 235                                                  | 桜の下のアンダーソンの巻                    | 4月6日        |
| 236                                                  | 記憶の糸をたどれ!の巻                       | 4月9日        |
| 237                                                  | 謎の怪光線ふたたび!?の巻                    | 4月10日       |
| 238                                                  | 小さな疑問の巻                              | 4月11日       |
| 239                                                  | レッドインパルスを訪ねての巻                | 4月12日       |
| 240                                                  | 追い込まれたジュン!の巻                     | 4月13日       |
| 241                                                  | 今度も絶体絶命!ケンとジュン!の巻            | 4月16日       |
| 242                                                  | 痛恨のミスジャッジ!の巻                     | 4月17日       |
| 243                                                  | カッツェから君へ其の8の巻                   | 4月18日       |
| 244                                                  | 悪の大物俳優、現る!?の巻                    | 4月19日       |
| 245                                                  | カッツェのテレパシー開発計画の巻            | 4月20日       |
| 246                                                  | ふたたび記憶の糸をたどれ!の巻               | 4月23日       |
| 247                                                  | ゴールデンウィーク破壊計画の巻              | 4月24日       |
| 248                                                  | ギャラクターの新テクノロジーの巻            | 4月25日       |
| 249                                                  | 恐怖の化学兵器!の巻                         | 4月26日       |
| 250                                                  | 端午の節句のアンダーソンの巻                | 4月27日       |
| 4月30日から5月4日まではGW傑作選を放送                |                                             |               |
| 251                                                  | レッドインパルスの告白の巻                  | 5月7日        |
| 252                                                  | 総裁Xの叱責の巻                             | 5月8日        |
| 253                                                  | ギャラクター隊員の執念の巻                  | 5月9日        |
| 254                                                  | レディー・ガガを守れ!の巻                   | 5月10日       |
| 255                                                  | 母の日、危機一髪!?の巻                      | 5月11日       |
| 256                                                  | ベルクカッツェを追え!代々木上原編の巻       | 5月14日       |
| 257                                                  | ベルクカッツェを追え!新潟編の巻             | 5月15日       |
| 258                                                  | 孤独な任務の巻                              | 5月16日       |
| 259                                                  | 忍者隊分裂の危機!?の巻                      | 5月17日       |
| 260                                                  | 悪が引き裂く親子の絆の巻                    | 5月18日       |
| 261                                                  | 依然、ターゲットはジュン!の巻               | 5月21日       |
| 262                                                  | 東京スカイツリー、危機一髪!?の巻            | 5月22日       |
| 263                                                  | 泣くな、甚平!の巻                           | 5月23日       |
| 264                                                  | K-POPに迫る魔の手!の巻                      | 5月24日       |
| 265                                                  | ギャラクターを逃すな!の巻                   | 5月25日       |
| 266                                                  | シンプルな助言の巻                          | 5月28日       |
| 267                                                  | レッドインパルス、二度目の告白!の巻         | 5月29日       |
| 268                                                  | 記憶をなくしたケン!の巻                     | 5月30日       |
| 269                                                  | カッツェから君へ!其の9の巻                  | 5月31日       |
| 270                                                  | サッカー日本代表、危機一髪!?の巻            | 6月1日        |
| 271                                                  | レッドインパルス、三度目の告白の巻          | 6月4日        |
| 272                                                  | ギャラクターのエコ計画!の巻                 | 6月5日        |
| 273                                                  | 南部博士を奪還せよ!の巻                     | 6月6日        |
| 274                                                  | もう一度、記憶の糸をたどれ!の巻             | 6月7日        |
| 275                                                  | またも総裁Xの叱責!の巻                      | 6月8日        |
| 276                                                  | どうなる!?ケンとジョーの巻                  | 6月11日       |
| 277                                                  | レッドインパルス、四度目の告白の巻          | 6月12日       |
| 278                                                  | ベルクカッツェの部下として……の巻            | 6月13日       |
| 279                                                  | アンダーソン長官、危機一髪!?の巻            | 6月14日       |
| 280                                                  | 父の日のストレンジャーの巻                  | 6月15日       |
| 281                                                  | 悪の組織の中心に……の巻                      | 6月18日       |
| 282                                                  | 何度でも、記憶の糸をたどれ!の巻             | 6月19日       |
| 283                                                  | ひとつの迷いの巻                            | 6月20日       |
| 284                                                  | ジュンの秘密特訓!の巻                       | 6月21日       |
| 285                                                  | ジュンの秘密特訓!パート2の巻                | 6月22日       |
| 286                                                  | 真夜中のミッションの巻                      | 6月25日       |
| 287                                                  | 絶対、ギャラクターを逃がすな!の巻           | 6月26日       |
| 288                                                  | ワンランク上の男……!?の巻                    | 6月27日       |
| 289                                                  | 小さな不安の巻                              | 6月28日       |
| 290                                                  | やはり絶体絶命!ケンとジュン!の巻            | 6月29日       |
| 291                                                  | 今日もまた孤独な任務の巻                    | 7月2日        |
| 292                                                  | 忍者隊の囮作戦!の巻                         | 7月3日        |
| 293                                                  | ふたたびK-POPに迫る魔の手!の巻              | 7月4日        |
| 294                                                  | どうなる!?ケンとジョー其の2の巻             | 7月5日        |
| 295                                                  | 短冊にかける願いの巻                        | 7月6日        |
| 296                                                  | アンダーソンのリポート!の巻                 | 7月9日        |
| 297                                                  | 決闘!ケンとカッツェ!の巻                    | 7月10日       |
| 298                                                  | 白熱!ジュンの秘密特訓の巻                   | 7月11日       |
| 299                                                  | 命がけの決戦!の巻                           | 7月12日       |
| 300                                                  | サッカー五輪代表、危機一髪!?の巻            | 7月13日       |
| 301                                                  | 海の日襲撃作戦!?の巻                        | 7月16日       |
| 302                                                  | アンダーソンのリポート、ふたたび!の巻       | 7月17日       |
| 303                                                  | ギャラクターの大逆襲!の巻                   | 7月18日       |
| 304                                                  | 新たな隊長、現る!の巻                       | 7月19日       |
| 305                                                  | 鬼軍曹ブラックバード!の巻                   | 7月20日       |
| 306                                                  | 関根麻里を救え!の巻                         | 7月23日       |
| 307                                                  | 今日もまた記憶の糸をたどれ!の巻             | 7月24日       |
| 308                                                  | その時、ケンは……の巻                        | 7月25日       |
| 309                                                  | 小さな勇気の巻                              | 7月26日       |
| 310                                                  | 5時まで待てない!の巻                        | 7月27日       |
| 311                                                  | とにかくギャラクターを逃がすな!の巻         | 7月30日       |
| 312                                                  | レッドインパルスの秘密の巻                  | 7月31日       |
| 313                                                  | ブラックバードとの邂逅の巻                  | 8月1日        |
| 314                                                  | 絶対のシークレットの巻                      | 8月2日        |
| 315                                                  | 絶対のシークレット2の巻                     | 8月3日        |
| 316                                                  | 正義の歌を聞け!の巻                         | 8月6日        |
| 317                                                  | 不確かなメモリーの巻                        | 8月7日        |
| 318                                                  | タツノコプロテン危機一髪!の巻               | 8月8日        |
| 319                                                  | レッドインパルス、ピンチに現る!の巻         | 8月9日        |
| 320                                                  | 明日へのディスカッションの巻                | 8月10日       |
| 8月13日から8月17日までは夏のガッチャマン傑作選を放送 |                                             |               |
| 321                                                  | ギャラクター隊員を直撃!の巻                 | 8月20日       |
| 322                                                  | COME ON!ブラックバード!の巻                 | 8月21日       |
| 323                                                  | 知られざるパスワードの巻                    | 8月22日       |
| 324                                                  | 現段階でのアンダーソンの巻                  | 8月23日       |
| 325                                                  | その時、ケンは!? 2の巻                      | 8月24日       |
| 326                                                  | 新たな破壊工作プラン!?の巻                  | 8月27日       |
| 327                                                  | ヒーローは戦いの後に……の巻                  | 8月28日       |
| 328                                                  | 休暇のギャラクターの巻                      | 8月29日       |
| 329                                                  | 現段階でのアンダーソン、ふたたびの巻        | 8月30日       |
| 330                                                  | 不確かなメモリー2の巻                       | 8月31日       |
| 331                                                  | 絶対のシークレット3の巻                     | 9月3日        |
| 332                                                  | アンダーソン専用機の全貌!の巻               | 9月4日        |
| 333                                                  | 意外な訪問者の巻                            | 9月5日        |
| 334                                                  | 残された写真の巻                            | 9月6日        |
| 335                                                  | 逆上するカッツェの巻                        | 9月7日        |
| 336                                                  | サッカー日本代表、誘拐作戦!の巻             | 9月10日       |
| 337                                                  | 前園、危機一髪!?の巻                        | 9月11日       |
| 338                                                  | 総裁Xの激しい怒りの巻                       | 9月12日       |
| 339                                                  | ギャラクター、恐怖の新計画!の巻             | 9月13日       |
| 340                                                  | アンダーソンへの国際電話の巻                | 9月14日       |
| 341                                                  | ギャラクターの作戦会議!の巻                 | 9月17日       |
| 342                                                  | 国際科学技術庁、大パニック!の巻             | 9月18日       |
| 343                                                  | ギャラクターとジュンの巻                    | 9月19日       |
| 344                                                  | 時間との戦いの巻                            | 9月20日       |
| 345                                                  | 意外な訪問者ふたたびの巻                    | 9月21日       |
| 346                                                  | 彼らの若き日々、ふたたびの巻                | 9月24日       |
| 347                                                  | 甚平の異変!?巻                              | 9月25日       |
| 348                                                  | ベルクカッツェの行動を追え!の巻             | 9月26日       |
| 349                                                  | アンダーソンへの国際電話ふたたびの巻        | 9月27日       |
| 350                                                  | アンダーソンへの国際電話3の巻               | 9月28日       |
| 351                                                  | カッツェから君へ!其の10の巻                 | 10月1日       |
| 352                                                  | 臆さないハートの巻                          | 10月2日       |
| 353                                                  | 悪の道を捨てて……の巻                        | 10月3日       |
| 354                                                  | アンダーソンからの誘い!?の巻                | 10月4日       |
| 355                                                  | ギャラクター隊員の真実の巻                  | 10月5日       |
| 356                                                  | 二度あることは……の巻                        | 10月8日       |
| 357                                                  | 総裁Xのさらに激しい怒りの巻                 | 10月9日       |
| 358                                                  | 白鳥のジュン危機一髪!?の巻                  | 10月10日      |
| 359                                                  | エスケープした先は!?の巻                    | 10月11日      |
| 360                                                  | 秘密の移動作戦!の巻                         | 10月13日      |
| 361                                                  | カッツェから君へ!其の11の巻                 | 10月15日      |
| 362                                                  | ギャラクターの内部報告の巻                  | 10月16日      |
| 363                                                  | ギャラクターの洗脳教育!の巻                 | 10月17日      |
| 364                                                  | ギャラクターの洗脳教育!其の2の巻            | 10月18日      |
| 365                                                  | 総裁Xのかなり激しい怒りの巻                 | 10月19日      |
| 366                                                  | 引き続きベルクカッツェの行動を追え!の巻     | 10月22日      |
| 367                                                  | 現段階でのアンダーソン3の巻                 | 10月23日      |
| 368                                                  | 現段階でのアンダーソン4の巻                 | 10月24日      |
| 369                                                  | 手榴弾でやっつけろ!の巻                     | 10月25日      |
| 370                                                  | ゴッドフェニックス、出動せよ!の巻           | 10月26日      |
| 371                                                  | ギャラクター隊員の真実2の巻                 | 10月29日      |
| 372                                                  | 恐怖の猫パニック!の巻                       | 10月30日      |
| 373                                                  | アンダーソンの提案の巻                      | 10月31日      |
| 374                                                  | 緊急事態のギャラクター!?の巻                | 11月1日       |
| 375                                                  | 高台で待ち伏せろ!の巻                       | 11月2日       |
| 376                                                  | カッツェから君へ!其の12の巻                 | 11月5日       |
| 377                                                  | 秘密基地に踏み込め!の巻                     | 11月6日       |
| 378                                                  | ギャラクターの改良型爆弾の巻                | 11月7日       |
| 379                                                  | 国際科学技術庁からの使者の巻                | 11月8日       |
| 380                                                  | 本部へのレポートの巻                        | 11月9日       |
| 381                                                  | ボジョレー解禁をねらえ!の巻                 | 11月12日      |
| 382                                                  | 日本×オマーン戦直前!その時カッツェは!?の巻  | 11月13日      |
| 383                                                  | 前園真聖VSギャラクター!?の巻                | 11月14日      |
| 384                                                  | レッドインパルスの帰還の巻                  | 11月15日      |
| 385                                                  | 本部へのレポート2の巻                       | 11月16日      |
| 386                                                  | ジュンの☆ときめきモーニングブリーズ!1の巻   | 11月19日      |
| 387                                                  | ガッチャマン誘拐作戦!の巻                   | 11月20日      |
| 388                                                  | ギャラクターの闇に迫る!の巻                 | 11月21日      |
| 389                                                  | ガッチャマンを狙撃せよ!の巻                 | 11月22日      |
| 390                                                  | 本部へのレポート3の巻                       | 11月23日      |
| 391                                                  | 魔のカプセル作戦の巻                        | 11月26日      |
| 392                                                  | レッドインパルスの帰還2の巻                 | 11月27日      |
| 393                                                  | ギャラクター・ユースクラブの巻              | 11月28日      |
| 394                                                  | 火花散る攻防!の巻                           | 11月29日      |
| 395                                                  | 山中伸弥教授を誘拐せよ!の巻                 | 11月30日      |
| 396                                                  | ジュンの☆ときめきモーニングブリーズ!2の巻   | 12月3日       |
| 397                                                  | またもや前園真聖VSギャラクター!?の巻        | 12月4日       |
| 398                                                  | 子どもたちを救出せよ!の巻                   | 12月5日       |
| 399                                                  | 子どもたちを救出せよ!2の巻                  | 12月6日       |
| 400                                                  | ベルクカッツェとの会話の巻                  | 12月7日       |
| 401                                                  | カッツェからの難問の巻                      | 12月10日      |
| 402                                                  | 絶望の淵で・・・・・・!の巻                 | 12月11日      |
| 403                                                  | ヤングジェネレーションへの魔の手!の巻       | 12月12日      |
| 404                                                  | ときめき☆モーニングブリーズ!3の巻           | 12月13日      |
| 405                                                  | 秘密のファイルを盗み出せ!の巻               | 12月14日      |
| 406                                                  | アンダーソンのZENの巻                       | 12月17日      |
| 407                                                  | 本部へのレポート4の巻                       | 12月18日      |
| 408                                                  | 敵の姿を見破れ!の巻                         | 12月19日      |
| 409                                                  | 正義の先にあるもの……?の巻                   | 12月20日      |
| 410                                                  | 譲れない攻防!の巻                           | 12月21日      |
| 411                                                  | イヴと爆弾の巻                              | 12月24日      |
| 412                                                  | 2013年壊滅計画の巻                          | 12月25日      |
| 413                                                  | ギャラクターの年末風景の巻                  | 12月26日      |
| 414                                                  | 総裁X、今年の怒り納めの巻                   | 12月27日      |
| 415                                                  | カッツェ・アワード2012の巻                  | 12月28日      |

| 話数                     | サブタイトル                       | 放送日        |
| ------------------------ | ---------------------------------- | ------------- |
| 新春SPバージョン         | 2013年MAKIDAI危機一髪!の巻         | 2013年 1月1日 |
| 1月4日は新春傑作選を放送 |                                    |               |
| 416                      | ニューイヤーは日本式!?の巻         | 1月7日        |
| 417                      | 総裁X、年頭の怒りの巻              | 1月8日        |
| 418                      | バトル!戦い初め!?の巻              | 1月9日        |
| 419                      | 初詣とギャラクターの巻             | 1月10日       |
| 420                      | 本部へのレポート5の巻              | 1月11日       |
| 421                      | アンダーソンから新成人へ!の巻      | 1月14日       |
| 422                      | 朝のギャラクターの巻               | 1月15日       |
| 423                      | 白熱のバトル!の巻                  | 1月16日       |
| 424                      | 恐怖のミサイル作戦!の巻            | 1月17日       |
| 425                      | あえて逆に……!の巻                  | 1月18日       |
| 426                      | ときめき☆モーニングブリーズ!4の巻  | 1月21日       |
| 427                      | 素敵にBADコミュニケーション!の巻   | 1月22日       |
| 428                      | 奇妙な一致の巻                     | 1月23日       |
| 429                      | 新隊員への激しい尋問の巻           | 1月24日       |
| 430                      | 正義の代償の巻                     | 1月25日       |
| 431                      | つばくろの甚平独占インタビューの巻 | 1月28日       |
| 432                      | ギャラクターの新人指導の巻         | 1月29日       |
| 433                      | 父と子の対話の巻                   | 1月30日       |
| 434                      | 恐怖の遠隔操作ウイルス!の巻        | 1月31日       |
| 435                      | より強くあるために!の巻            | 2月1日        |
| 436                      | 前園と隊員の巻                     | 2月4日        |
| 437                      | 前園真聖絶体絶命!?の巻             | 2月5日        |
| 438                      | 自己紹介は日本式!?の巻             | 2月6日        |
| 439                      | ニューカマーの気負いの巻           | 2月7日        |
| 440                      | 恐怖の実験室!?の巻                 | 2月8日        |
| 441                      | 恐怖の実験室!?2の巻                | 2月11日       |
| 442                      | 恐怖の実験室!?3の巻                | 2月12日       |
| 443                      | ときめき☆モーニングブリーズ!5の巻  | 2月13日       |
| 444                      | カッツェのインスピレーションの巻   | 2月14日       |
| 445                      | 馬場アナウンサー危うし!?の巻       | 2月15日       |
| 446                      | RとLを聞き分けろ!の巻              | 2月18日       |
| 447                      | エスケープの途中で……!?の巻         | 2月19日       |
| 448                      | 太い絆……!?の巻                     | 2月20日       |
| 449                      | 食いさがれ!桝太一!の巻             | 2月21日       |
| 450                      | 父と子の対話2の巻                  | 2月22日       |
| 451                      | カッツェから君へ!其の13の巻        | 2月25日       |
| 452                      | 秘密基地を激写せよ!の巻            | 2月26日       |
| 453                      | 非情のコイントスの巻               | 2月27日       |
| 454                      | 非情のコイントス2の巻              | 2月28日       |
| 455                      | 非情のコイントス3の巻              | 3月1日        |
| 456                      | 捕らわれたジョーの巻               | 3月4日        |
| 457                      | 今年も春、到来!の巻                | 3月5日        |
| 458                      | ジェネレーションギャップ……?の巻    | 3月6日        |
| 459                      | 総裁X、春の怒りの巻                | 3月7日        |
| 460                      | 怒りのアクターの巻                 | 3月8日        |
| 461                      | ギャラクターの実戦演習の巻         | 3月11日       |
| 462                      | 花粉症対策成功!?の巻               | 3月12日       |
| 463                      | ホワイトデーのギャラクターの巻     | 3月13日       |
| 464                      | アンダーソンの論点の巻             | 3月14日       |
| 465                      | 悪のシナリオ!?の巻                 | 3月15日       |
| 466                      | ベルクカッツェの正体は……?の巻      | 3月18日       |
| 467                      | THに気をつけろ!の巻                | 3月19日       |
| 468                      | 隠されたメッセージの巻             | 3月20日       |
| 469                      | 忍び寄るベルクカッツェの影の巻     | 3月21日       |
| 470                      | 前園と隊員2の巻                    | 3月22日       |
| 471                      | 危うし、前園真聖!の巻              | 3月25日       |
| 472                      | 世界遺産が危ない!?の巻             | 3月26日       |
| 473                      | データに異変が!?の巻               | 3月27日       |
| 474                      | 意外な突破口の巻                   | 3月28日       |
| 475                      | 最終決戦、来たる!!の巻             | 3月29日       |

### 復活版
| 話数 | サブタイトル                  | 放送日         |
| ---- | ----------------------------- | -------------- |
| 1    | ギャラクター再始動!の巻       | 2013年 8月19日 |
| 2    | ベルクカッツェの妨害計画!の巻 | 8月20日        |
| 3    | アンダーソンの秘策の巻        | 8月21日        |
| 4    | 綾野剛を救出せよ!の巻         | 8月22日        |
| 5    | ベルクカッツェの告白の巻      | 8月23日        |

### 傑作選放送
- 夏休みリクエストスペシャルと冬休み傑作選（2011年）、新春傑作選（2012年・2013年）、夏のガッチャマン傑作選（2012年）は通常枠のみで放送。GW傑作選（2012年、通常枠と7:50ごろの2本立て）[注 3]の上段は通常枠で、下段は7:50ごろに放送されたエピソード。2012年のGW傑作選の7:50ごろの放送は新作が非ネットの札幌テレビと読売テレビでも放送された。

| 話数                 | サブタイトル                   | 放送日        | 本放送日       |
| -------------------- | ------------------------------ | ------------- | -------------- |
| 夏休みリクエストSP1  | アンダーソン長官のレッスンの巻 | 2011年 8月8日 | 2011年 6月28日 |
| 夏休みリクエストSP2  | 追い詰められたカッツェの巻     | 8月9日        | 6月1日         |
| 夏休みリクエストSP3  | 任務を遂行せよ!の巻            | 8月10日       | 5月10日        |
| 夏休みリクエストSP4  | 再びバードミサイル発射!?の巻   | 8月11日       | 6月7日         |
| 夏休みリクエストSP5  | ジュンのリクエストの巻         | 8月12日       | 6月30日        |
| 夏休みリクエストSP6  | ギャラクターの緊急特訓の巻     | 8月15日       | 4月26日        |
| 夏休みリクエストSP7  | ガッチャマン危機一髪!の巻      | 8月16日       | 5月11日        |
| 夏休みリクエストSP8  | 決戦!ケンVSカッツェ!の巻       | 8月17日       | 7月14日        |
| 夏休みリクエストSP9  | アンダーソン長官の報告の巻     | 8月18日       | 7月4日         |
| 夏休みリクエストSP10 | 危うし!?ロックフェス!!の巻     | 8月19日       | 7月26日        |

| 話数          | サブタイトル                    | 放送日          | 本放送日        |
| ------------- | ------------------------------- | --------------- | --------------- |
| 冬休み傑作選1 | 真夜中のカッツェの巻            | 2011年 12月26日 | 2011年 11月10日 |
| 冬休み傑作選2 | 竜からのメッセージの巻          | 12月27日        | 9月9日          |
| 冬休み傑作選3 | アンダーソン FROM NEW YORK!の巻 | 12月28日        | 10月11日        |
| 新春傑作選1   | ギャラクター隊員の密談の巻      | 2012年 1月4日   | 11月4日         |
| 新春傑作選2   | 赤か!?青か!?の巻                | 1月5日          | 9月14日         |
| 新春傑作選3   | 議論は平行線の巻                | 1月6日          | 10月26日        |

| 話数      | サブタイトル                    | 放送日         | 本放送日       |
| --------- | ------------------------------- | -------------- | -------------- |
| GW傑作選1 | 正義とは何だ!?の巻              | 2012年 4月30日 | 2011年 7月21日 |
| GW傑作選1 | ベルクカッツェを追え!の巻       | 2012年 4月30日 | 2012年 4月2日  |
| GW傑作選2 | レッドインパルスとの邂逅!の巻   | 5月1日         | 2月29日        |
| GW傑作選2 | ベルクカッツェを止めろ!の巻     | 5月1日         | 2011年 8月30日 |
| GW傑作選3 | スターになりすませ!の巻         | 5月2日         | 10月25日       |
| GW傑作選3 | 議論は一進一退!の巻             | 5月2日         | 12月6日        |
| GW傑作選4 | ヒーローの苛立ち、ふたたび!の巻 | 5月3日         | 2012年 2月15日 |
| GW傑作選4 | 悪の大物俳優、現る!?の巻        | 5月3日         | 4月19日        |
| GW傑作選5 | 南部博士の緊急報告、三たび!の巻 | 5月4日         | 3月23日        |
| GW傑作選5 | 決着の前に…!の巻                | 5月4日         | 2011年 10月7日 |

| 話数                    | サブタイトル                    | 放送日         | 本放送日      |
| ----------------------- | ------------------------------- | -------------- | ------------- |
| 夏のガッチャマン傑作選1 | 科学忍法火の鳥!の巻             | 2012年 8月13日 | 2011年 8月3日 |
| 夏のガッチャマン傑作選2 | カッツェの世界征服プランの巻    | 8月14日        | 7月19日       |
| 夏のガッチャマン傑作選3 | ロックフェスにギャラクター!の巻 | 8月15日        | 8月23日       |
| 夏のガッチャマン傑作選4 | 決戦!ケンVSカッツェ!の巻        | 8月16日        | 7月14日       |
| 夏のガッチャマン傑作選5 | カッツェ激怒!その真相は……の巻   | 8月17日        | 8月26日       |

| 話数       | サブタイトル           | 放送日        | 本放送日       |
| ---------- | ---------------------- | ------------- | -------------- |
| 新春傑作選 | 正義の味方のお正月の巻 | 2013年 1月4日 | 2012年 1月10日 |

## おしらせ忍者隊ガッチャマン
『おしらせ忍者隊ガッチャマン』（おしらせにんじゃたいガッチャマン）とは、2011年10月7日・8日から2012年3月30日・31日まで毎週金曜日20:54 - 21:00と土曜日11:55 - 12:00に、日本テレビにおいて週末に放送される番組のPRを行った番宣番組である。全26話。金曜夜の放送に関しては『まもなく!』の後継番組として放送される。金曜と土曜では内容は同じであるが一部ナレーションとテロップが差し替えられている。ラストはケンの「ZIP!もよろしくな」で終わるが、最終回は「ZIP!でまた会おう」で締めくくった。

### 各話リスト（おしらせ忍者隊）
| 話数 | サブタイトル                      | PR番組                                                                              | 放送日              |
| ---- | --------------------------------- | ----------------------------------------------------------------------------------- | ------------------- |
| 1    | 極秘任務ラジャー!の巻             | 世界一受けたい授業スペシャル                                                        | 2011年 10月7日・8日 |
| 2    | ギャラクター嵐を狙う!の巻         | 土曜の嵐（怪物くんSP / 嵐にしやがれ）                                               | 10月14日・15日      |
| 3    | ギャラクターの誘拐計画!の巻       | 土曜ドラマ 妖怪人間ベム                                                             | 10月21日・22日      |
| 4    | ベルク・カッツェ、驚愕!の巻       | 土曜ドラマ 妖怪人間ベム                                                             | 10月28日・29日      |
| 5    | ベルク・カッツェの望むものの巻    | 土曜ドラマ 妖怪人間ベム                                                             | 11月4日・5日        |
| 6    | 総裁Xの嘆きの巻                   | 世界一受けたい授業                                                                  | 11月11日・12日      |
| 7    | 敵のスパイを捜し出せ!の巻         | 天才!志村どうぶつ園2時間SP                                                          | 11月18日・19日      |
| 8    | カッツェからの問いの巻            | 世界一受けたい秋の緊急授業 世界の果てまでイッテQ!2時間SP                            | 11月25日・26日      |
| 9    | 諦めるな、ケン!の巻               | TOYOTAプレゼンツFIFAクラブワールドカップジャパン2011                                | 12月2日・3日        |
| 10   | サッカースタジアム…!の巻          | TOYOTAプレゼンツFIFAクラブワールドカップジャパン2011                                | 12月9日・10日       |
| 11   | スタジアムに忍び込め!の巻         | TOYOTAプレゼンツFIFAクラブワールドカップジャパン2011                                | 12月16日・17日      |
| 12   | ベルクカッツェの動きを封じろ!の巻 | さんま&SMAP!美女と野獣のクリスマススペシャル                                        | 12月23日・24日      |
| 13   | 恐怖の電気ショック!の巻           | ダウンタウンのガキの使いやあらへんで!! 絶対に笑ってはいけない空港（エアポート）24時 | 12月30日            |

| 話数 | サブタイトル                        | PR番組                                                                   | 放送日             |
| ---- | ----------------------------------- | ------------------------------------------------------------------------ | ------------------ |
| 14   | やつらの内部を探れ!の巻             | デカワンコ新春スペシャル                                                 | 2012年 1月6日・7日 |
| 15   | 科学の力を結集せよ!の巻             | 土曜ドラマ 理想の息子                                                    | 1月13日・14日      |
| 16   | 違う、そうじゃない!の巻             | 土曜ドラマ 理想の息子                                                    | 1月20日・21日      |
| 17   | テレビドラマ破壊計画!の巻           | 土曜ドラマ 理想の息子                                                    | 1月27日・28日      |
| 18   | 嵐を守れ!の巻                       | 嵐にしやがれ                                                             | 2月3日・4日        |
| 19   | 新型ロボット開発成功!?の巻          | 天才!志村どうぶつ園2時間SP                                               | 2月10日・11日      |
| 20   | 堺正章危機一髪!!の巻                | 日テレ系世界ウィーク!・試験シーズン緊急SP世界一受けたい世界一斉2択テスト | 2月17日・18日      |
| 21   | ベルク・カッツェの大いなる野望!の巻 | 日テレ系世界ウィーク!・世界一受けたい授業                                | 2月24日・25日      |
| 22   | ギャラクター、嵐を狙う!の巻         | 嵐にしやがれ                                                             | 2月2日・3日        |
| 23   | 偽パンくん開発計画!!の巻            | 天才!志村どうぶつ園 春が来たよ!2時間SP                                   | 3月9日・10日       |
| 24   | ギャラクターの妨害工作!の巻         | 世界一当てたいテスト                                                     | 3月16日・17日      |
| 25   | 危うし!!メジャーリーグ!!の巻        | 日米W開幕WEEK!（MLB開幕2連戦 / プロ野球開幕戦）                          | 3月23日・24日      |
| 26   | ヤツらの寝首をかけ!!の巻            | うわっ!ダマされた大賞                                                    | 3月30日・31日      |

## 特番

### ZIP!ゆる笑アニメおはよう忍者隊ガッチャマン 深夜で大暴れスペシャル
2011年7月23日には24:50 - 25:20に放送された深夜特番。過去作品をベストテン方式で振り返った。また桝太一アナウンサーがアフレコ取材し実際に隊員の声で出演した。
ランキングは、第10位「今のは何だ!?の巻」、第9位「忍法竜巻ファイターの巻」、第8位「あの武器は何だ!?の巻」、第7位「またまたバードミサイル発射!の巻」、第6位「ギャラクターの掟の巻」、第5位「再びアンダーソン長官!登場の巻」、第4位「総裁Xの戸惑いの巻」、第3位「新機能でGO!の巻」、第2位「巨大メカ出現!?の巻」第1位「南部博士の緊急指令!の巻」。

### ZIP! スパイ大作戦!? 〜舞台ウラ潜入! 地デジの楽しさ攻略せよ!〜
日本テレビで2011年9月4日14:00 - 14:55に放送した番宣番組である。
出演者はベルク・カッツェ、徳島えりか（日本テレビアナウンサー）、山本紘之（日本テレビアナウンサー）、桝太一（日本テレビアナウンサー）、関根麻里、山口達也、馬場典子（日本テレビアナウンサー）。
カッツェが2011年入社のアナウンサー2人をスパイに仕立て、スパイ1号である徳島をZIP!のスタジオに潜入させたり、スパイ2号である山本を街に出してカッツェの人気を探るといった内容で、ZIP!で放送されているコーナーの傑作選やリニューアル後の見所を紹介した。
2011年8月17日と2011年9月5日放送分で徳島がカッツェのパネルをZIP!本編に登場させた他、エンドロールにもカッツェの絵を登場させ、17日放送分はこの番組内でその模様が放送された。番組中データ放送でカッツェの待ち受け画像も作成、配信された。
おはよう忍者隊ガッチャマンの特番では珍しく、アニメは放送していない。

### おやすみ忍者隊ガッチャマン
『おやすみ忍者隊ガッチャマン』（おやすみにんじゃたいガッチャマン）は、日本テレビで2012年4月22日25:25 - 25:55に放送された「ZIP!the NIGHT!」内にて放送された。

#### 各話リスト（おやすみ忍者隊）
| 話数 | サブタイトル   | 放送日         |
| ---- | -------------- | -------------- |
| #1   | 東京消滅!?の巻 | 2012年 4月22日 |

## Webアニメ
『おはよう忍者隊ガッチャマン × Monster Hunter 3 (トライ) G』
2011年9月13日には、カプコン「モンスターハンター公式ポータルサイト」内に2011年12月10日発売の『モンスターハンター3（トライ）G』とコラボレーションしたプロモーションサイトが開設され、短編5本が配信開始された。「あさアニメ」作品と他媒体とのコラボ作品は初となった。
『おはよう忍者隊ガッチャマン × Jointv』
日本テレビのSNSサービスであるJointvのプロモーションとして、短編1本が配信開始された。

### 各話リスト（Webアニメ）
| 話数 | サブタイトル                   | 配信日         |
| ---- | ------------------------------ | -------------- |
| #1   | 盗まれたトップシークレットの巻 | 2011年 9月13日 |
| #2   | アンダーソンからのお知らせの巻 | 2011年 9月13日 |
| #3   | 巨大メカ現る、が…!?の巻        | 2011年 9月13日 |
| #4   | 総裁Xの驚きの巻                | 2011年 9月13日 |
| #5   | ヒーローの孤独の巻             | 2011年 9月13日 |

| 話数 | サブタイトル            |
| ---- | ----------------------- |
| #1   | 南部博士の緊急会議!の巻 |

## 放送局
おはよう忍者隊ガッチャマン
| 放送地域       | 放送局                    | 放送期間                                                    | 放送日時                                               | 放送系列                      | 備考   |
| -------------- | ------------------------- | ----------------------------------------------------------- | ------------------------------------------------------ | ----------------------------- | ------ |
| 関東広域圏     | 日本テレビ（NTV）         | 2011年4月18日 - 2013年3月29日 2013年8月19日 - 2013年8月23日 | 月 - 金曜 6:56ごろ - 6:58.10 月 - 金曜 6:56ごろ - 6:58 | 日本テレビ系列                | 製作局 |
| 青森県         | 青森放送（RAB）           | 2011年4月18日 - 2013年3月29日 2013年8月19日 - 2013年8月23日 | 月 - 金曜 6:56ごろ - 6:58.10 月 - 金曜 6:56ごろ - 6:58 | 日本テレビ系列                |        |
| 岩手県         | テレビ岩手（TVI）         | 2011年4月18日 - 2013年3月29日 2013年8月19日 - 2013年8月23日 | 月 - 金曜 6:56ごろ - 6:58.10 月 - 金曜 6:56ごろ - 6:58 | 日本テレビ系列                |        |
| 宮城県         | ミヤギテレビ（MMT）       | 2011年4月18日 - 2013年3月29日 2013年8月19日 - 2013年8月23日 | 月 - 金曜 6:56ごろ - 6:58.10 月 - 金曜 6:56ごろ - 6:58 | 日本テレビ系列                |        |
| 秋田県         | 秋田放送（ABS）           | 2011年4月18日 - 2013年3月29日 2013年8月19日 - 2013年8月23日 | 月 - 金曜 6:56ごろ - 6:58.10 月 - 金曜 6:56ごろ - 6:58 | 日本テレビ系列                |        |
| 山形県         | 山形放送（YBC）           | 2011年4月18日 - 2013年3月29日 2013年8月19日 - 2013年8月23日 | 月 - 金曜 6:56ごろ - 6:58.10 月 - 金曜 6:56ごろ - 6:58 | 日本テレビ系列                |        |
| 福島県         | 福島中央テレビ（FCT）     | 2011年4月18日 - 2013年3月29日 2013年8月19日 - 2013年8月23日 | 月 - 金曜 6:56ごろ - 6:58.10 月 - 金曜 6:56ごろ - 6:58 | 日本テレビ系列                |        |
| 山梨県         | 山梨放送（YBS）           | 2011年4月18日 - 2013年3月29日 2013年8月19日 - 2013年8月23日 | 月 - 金曜 6:56ごろ - 6:58.10 月 - 金曜 6:56ごろ - 6:58 | 日本テレビ系列                |        |
| 新潟県         | テレビ新潟（TeNY）        | 2011年4月18日 - 2013年3月29日 2013年8月19日 - 2013年8月23日 | 月 - 金曜 6:56ごろ - 6:58.10 月 - 金曜 6:56ごろ - 6:58 | 日本テレビ系列                |        |
| 長野県         | テレビ信州（TSB）         | 2011年4月18日 - 2013年3月29日 2013年8月19日 - 2013年8月23日 | 月 - 金曜 6:56ごろ - 6:58.10 月 - 金曜 6:56ごろ - 6:58 | 日本テレビ系列                |        |
| 静岡県         | 静岡第一テレビ（SDT）     | 2011年4月18日 - 2013年3月29日 2013年8月19日 - 2013年8月23日 | 月 - 金曜 6:56ごろ - 6:58.10 月 - 金曜 6:56ごろ - 6:58 | 日本テレビ系列                |        |
| 富山県         | 北日本放送（KNB）         | 2011年4月18日 - 2013年3月29日 2013年8月19日 - 2013年8月23日 | 月 - 金曜 6:56ごろ - 6:58.10 月 - 金曜 6:56ごろ - 6:58 | 日本テレビ系列                |        |
| 石川県         | テレビ金沢（KTK）         | 2011年4月18日 - 2013年3月29日 2013年8月19日 - 2013年8月23日 | 月 - 金曜 6:56ごろ - 6:58.10 月 - 金曜 6:56ごろ - 6:58 | 日本テレビ系列                |        |
| 福井県         | 福井放送（FBC）           | 2011年4月18日 - 2013年3月29日 2013年8月19日 - 2013年8月23日 | 月 - 金曜 6:56ごろ - 6:58.10 月 - 金曜 6:56ごろ - 6:58 | 日本テレビ系列 テレビ朝日系列 |        |
| 中京広域圏     | 中京テレビ（CTV）         | 2011年4月18日 - 2013年3月29日 2013年8月19日 - 2013年8月23日 | 月 - 金曜 6:56ごろ - 6:58.10 月 - 金曜 6:56ごろ - 6:58 | 日本テレビ系列                |        |
| 鳥取県・島根県 | 日本海テレビ（NKT）       | 2011年4月18日 - 2013年3月29日 2013年8月19日 - 2013年8月23日 | 月 - 金曜 6:56ごろ - 6:58.10 月 - 金曜 6:56ごろ - 6:58 | 日本テレビ系列                |        |
| 広島県         | 広島テレビ（HTV）         | 2011年4月18日 - 2013年3月29日 2013年8月19日 - 2013年8月23日 | 月 - 金曜 6:56ごろ - 6:58.10 月 - 金曜 6:56ごろ - 6:58 | 日本テレビ系列                |        |
| 山口県         | 山口放送（KRY）           | 2011年4月18日 - 2013年3月29日 2013年8月19日 - 2013年8月23日 | 月 - 金曜 6:56ごろ - 6:58.10 月 - 金曜 6:56ごろ - 6:58 | 日本テレビ系列                |        |
| 徳島県         | 四国放送（JRT）           | 2011年4月18日 - 2013年3月29日 2013年8月19日 - 2013年8月23日 | 月 - 金曜 6:56ごろ - 6:58.10 月 - 金曜 6:56ごろ - 6:58 | 日本テレビ系列                |        |
| 香川県・岡山県 | 西日本放送（RNC）         | 2011年4月18日 - 2013年3月29日 2013年8月19日 - 2013年8月23日 | 月 - 金曜 6:56ごろ - 6:58.10 月 - 金曜 6:56ごろ - 6:58 | 日本テレビ系列                |        |
| 愛媛県         | 南海放送（RNB）           | 2011年4月18日 - 2013年3月29日 2013年8月19日 - 2013年8月23日 | 月 - 金曜 6:56ごろ - 6:58.10 月 - 金曜 6:56ごろ - 6:58 | 日本テレビ系列                |        |
| 高知県         | 高知放送（RKC）           | 2011年4月18日 - 2013年3月29日 2013年8月19日 - 2013年8月23日 | 月 - 金曜 6:56ごろ - 6:58.10 月 - 金曜 6:56ごろ - 6:58 | 日本テレビ系列                |        |
| 福岡県         | 福岡放送（FBS）           | 2011年4月18日 - 2013年3月29日 2013年8月19日 - 2013年8月23日 | 月 - 金曜 6:56ごろ - 6:58.10 月 - 金曜 6:56ごろ - 6:58 | 日本テレビ系列                |        |
| 長崎県         | 長崎国際テレビ（NIB）     | 2011年4月18日 - 2013年3月29日 2013年8月19日 - 2013年8月23日 | 月 - 金曜 6:56ごろ - 6:58.10 月 - 金曜 6:56ごろ - 6:58 | 日本テレビ系列                |        |
| 熊本県         | くまもと県民テレビ（KKT） | 2011年4月18日 - 2013年3月29日 2013年8月19日 - 2013年8月23日 | 月 - 金曜 6:56ごろ - 6:58.10 月 - 金曜 6:56ごろ - 6:58 | 日本テレビ系列                |        |
| 大分県         | テレビ大分（TOS）         | 2011年4月18日 - 2013年3月29日 2013年8月19日 - 2013年8月23日 | 月 - 金曜 6:56ごろ - 6:58.10 月 - 金曜 6:56ごろ - 6:58 | 日本テレビ系列 フジテレビ系列 |        |
| 鹿児島県       | 鹿児島読売テレビ（KYT）   | 2011年4月18日 - 2013年3月29日 2013年8月19日 - 2013年8月23日 | 月 - 金曜 6:56ごろ - 6:58.10 月 - 金曜 6:56ごろ - 6:58 | 日本テレビ系列                |        |

- 2011年4月18日から4月20日までは6:50ごろに放送。
- 自社ローカル編成のため「あさアニメ」の非ネット局である札幌テレビと読売テレビにおける新作放送は、『“意外とタメになるTV”新春ZIP! & ズムサタ SP』内で放送された3話のみ放送された。ただし札幌テレビでは、2013年1月4日放送分の傑作選に関しては日本テレビ同時ネットで放送された[注 51]。
- ちなみに青森放送・山梨放送・広島テレビ・山口放送・四国放送・高知放送の6局は、オリジナルを本放送で放送した実績があり、オリジナルと本作品の両方を放送することになった。6局以外におけるオリジナルの本放送はテレビ大分（フジテレビ系とのクロスネット局）を除く当該地域に所在するフジテレビ系列局とIBC岩手放送・大分放送（TBS系列）、山形テレビ（テレビ朝日系列）で放送[注 52][注 53]。

おしらせ忍者隊ガッチャマン
| 放送地域   | 放送局            | 放送期間                      | 放送日時                              | 放送系列       | 備考 |
| ---------- | ----------------- | ----------------------------- | ------------------------------------- | -------------- | ---- |
| 関東広域圏 | 日本テレビ（NTV） | 2011年10月7日 - 2012年3月31日 | 金曜 20:54 - 21:00 土曜 11:55 - 12:00 | 日本テレビ系列 |      |

## 映画版
- 2013年8月24日に、『劇場版 おはよう忍者隊ガッチャマン』として『ガッチャマン』と同時公開[2][3]。

### キャスト
- BOSE（スチャダラパー）
- ANI（スチャダラパー）
- 宮崎吐夢
- しまおまほ
- がっぱい

### スタッフ
- 原作：タツノコプロ
- ディレクター:上野勇
- 脚本：堀雅人
- チーフ・アニメーター：Kate Arrow
- アニメーター：徳丸尚子
- CG：田辺正章
- 音楽：Yuppa
- 音響効果：八木賢一郎
- 制作進行：生田岳大
- 制作：福地聡、三枝孝臣、柴田朋樹、中川学、今井田彩、脇山浩一、丸山由香里
- 製作協力：守屋健太郎、城後真紀
- プロデューサー：藤井進午、近藤庸平
- 製作：ODDJOB、日本テレビ放送網
- 配給：東宝

## DVD
- 2013年3月20日に傑作選を収録したDVDがバップから3巻同時に発売された[12]。

| DVD話数 | 本放送話数 | サブタイトル                       | 本放送日       |
| ------- | ---------- | ---------------------------------- | -------------- |
| 1       | 10         | ベルク・カッツェはどこだ!?の巻     | 2011年 4月29日 |
| 2       | 17         | 任務を遂行せよ!の巻                | 5月10日        |
| 3       | 29         | バードミサイル発射!?の巻           | 5月26日        |
| 4       | 32         | 今のは何だ!?の巻                   | 5月31日        |
| 5       | 40         | タイムマシーン開発成功!?の巻       | 6月10日        |
| 6       | 42         | またまたバードミサイル発射!の巻    | 6月14日        |
| 7       | 50         | 雨に願いをの巻                     | 6月24日        |
| 8       | 54         | ジュンのリクエストの巻             | 6月30日        |
| 9       | 64         | 決戦!ケンVSカッツェ!の巻           | 7月14日        |
| 10      | 69         | 正義とは何だ!?の巻                 | 7月21日        |
| 11      | 91         | 作戦を悟られるな!の巻              | 9月5日         |
| 12      | 95         | 竜からのメッセージの巻             | 9月9日         |
| 13      | 98         | 赤か!?青か!?の巻                   | 9月14日        |
| 14      | 126        | ゴッドフェニックスの新たな装備の巻 | 10月24日       |
| 15      | 130        | 答えろ、ジョー!の巻                | 10月28日       |
| 16      | 132        | 正義の音が鳴り響くの巻             | 11月1日        |
| 17      | 150        | ケンの緊急召集!の巻                | 11月25日       |
| 18      | 155        | たったひとつ、気がかりなことの巻   | 12月2日        |
| 19      | 160        | 潜入!ケンと竜!の巻                 | 12月9日        |
| 20      | 172        | 正義の味方のお正月の巻             | 2012年 1月10日 |
| 21      | 181        | ガッチャマン独占インタビュー!の巻  | 1月23日        |
| 22      | 182        | 南部博士の緊急報告の巻             | 1月24日        |
| 23      | 211        | スピーク・イングリッシュ!の巻      | 3月5日         |
| 24      | 221        | 甚平の見る夢の巻                   | 3月19日        |
| 25      | 244        | 悪の大物俳優、現る!?の巻           | 4月19日        |
| 26      | 258        | 孤独な任務の巻                     | 5月16日        |
| 27      | 259        | 忍者隊分裂の危機!?の巻             | 5月17日        |
| 28      | 263        | 泣くな、甚平!の巻                  | 5月23日        |
| 29      | 265        | ギャラクターを逃すな!の巻          | 5月25日        |
| 30      | 287        | 絶対、ギャラクターを逃がすな!の巻  | 6月26日        |
| 31      | 297        | 決闘!ケンとカッツェ!の巻           | 7月10日        |
| 32      | 344        | 時間との戦いの巻                   | 9月20日        |
| 33      | 387        | ガッチャマン誘拐作戦!の巻          | 11月20日       |

| DVD話数 | 本放送話数 | サブタイトル                        | 本放送日       |
| ------- | ---------- | ----------------------------------- | -------------- |
| 1       | 5          | ギャラクターの陰謀!の巻             | 2011年 4月22日 |
| 2       | 14         | ギャラクターの掟の巻                | 5月5日         |
| 3       | 28         | ギャラクターの緊急特訓の巻          | 5月25日        |
| 4       | 31         | 巨大メカ出現!?の巻                  | 5月30日        |
| 5       | 55         | 世界征服ついに実現!?の巻            | 7月1日         |
| 6       | 57         | 緊急事態に備えろ!の巻               | 7月5日         |
| 7       | 72         | 危うし!?ロックフェス!!の巻          | 7月26日        |
| 8       | 74         | ギャラクターの団結力の巻            | 7月28日        |
| 9       | 77         | カッツェの苦悩の巻                  | 8月2日         |
| 10      | 80         | ベルク・カッツェの主張とは……!?の巻  | 8月5日         |
| 11      | 82         | ロックフェスにギャラクター!の巻     | 8月23日        |
| 12      | 96         | ギャラクター、世界へ!の巻           | 9月12日        |
| 13      | 114        | 2050年の世界!の巻                   | 10月6日        |
| 14      | 125        | ギャラクターアフター5の巻           | 10月21日       |
| 15      | 133        | ベルク・カッツェ独占レポートの巻    | 11月2日        |
| 16      | 137        | 恐怖の洗脳ビデオ!の巻               | 11月8日        |
| 17      | 145        | ベルク・カッツェ独占生中継!の巻     | 11月18日       |
| 18      | 158        | 新型爆弾開発成功!?の巻              | 12月7日        |
| 19      | 179        | ギャラクターアフター5、ふたたびの巻 | 2012年 1月19日 |
| 20      | 199        | ギャラクターの極秘ミーティングの巻  | 2月16日        |
| 21      | 209        | 悪の世界へ誘い込め!の巻             | 3月1日         |
| 22      | 275        | またも総裁Xの叱責!の巻              | 6月8日         |
| 23      | 278        | ベルクカッツェの部下として……の巻    | 6月13日        |
| 24      | 281        | 悪の組織の中心に……の巻              | 6月18日        |
| 25      | 299        | 命がけの決戦!の巻                   | 7月12日        |
| 26      | 328        | 休暇のギャラクターの巻              | 8月29日        |
| 27      | 338        | 総裁Xの激しい怒りの巻               | 9月12日        |
| 28      | 362        | ギャラクターの内部報告の巻          | 10月16日       |
| 29      | 363        | ギャラクターの洗脳教育!の巻         | 10月17日       |
| 30      | 391        | 魔のカプセル作戦の巻                | 11月26日       |
| 31      | 401        | カッツェからの難問の巻              | 12月10日       |
| 32      | 408        | 敵の姿を見破れ!の巻                 | 12月19日       |
| 33      | 411        | イヴと爆弾の巻                      | 12月24日       |
| 34      | 415        | カッツェ・アワード2012の巻          | 12月28日       |

| DVD話数 | 本放送話数 | サブタイトル                         | 本放送日       |
| ------- | ---------- | ------------------------------------ | -------------- |
| 1       | 26         | アンダーソン長官登場の巻             | 2011年 5月23日 |
| 2       | 46         | 再びアンダーソン長官登場!の巻        | 6月20日        |
| 3       | 52         | アンダーソン長官のレッスンの巻       | 6月28日        |
| 4       | 73         | アンダーソン長官 2度目のレッスンの巻 | 7月27日        |
| 5       | 79         | アンダーソンを襲う恐怖!の巻          | 8月4日         |
| 6       | 89         | アンダーソン長官の独自調査の巻       | 9月1日         |
| 7       | 94         | アンダーソン長官、前線へ!の巻        | 9月8日         |
| 8       | 100        | アンダーソン、決死のストップ!の巻    | 9月16日        |
| 9       | 117        | アンダーソン FROM NEW YORK!の巻      | 10月11日       |
| 10      | 128        | 議論は平行線の巻                     | 10月26日       |
| 11      | 131        | カッツェVSアンダーソンの巻           | 10月31日       |
| 12      | 134        | アンダーソン大いに笑うの巻           | 11月3日        |
| 13      | 151        | アンダーソン長官、応答せよ!の巻      | 11月28日       |
| 14      | 163        | 彼らの若き日々の巻                   | 12月14日       |
| 15      | 175        | 風邪ぎみのアンダーソン?の巻          | 2012年 1月13日 |
| 16      | 180        | 不用意な応答の巻                     | 1月20日        |
| 17      | 185        | 議論の核心は……の巻                   | 1月27日        |
| 18      | 200        | 合意の果てに……の巻                   | 2月17日        |
| 19      | 213        | 傷痕のメモリーの巻                   | 3月7日         |
| 20      | 235        | 桜の下のアンダーソンの巻             | 4月6日         |
| 21      | 236        | 記憶の糸をたどれ!の巻                | 4月9日         |
| 22      | 273        | 南部博士を奪還せよ!の巻              | 6月6日         |
| 23      | 274        | もう一度、記憶の糸をたどれ!の巻      | 6月7日         |
| 24      | 288        | ワンランク上の男……!?の巻             | 6月27日        |
| 25      | 296        | アンダーソンのリポート!の巻          | 7月9日         |
| 26      | 324        | 現段階でのアンダーソンの巻           | 8月23日        |
| 27      | 340        | アンダーソンへの国際電話の巻         | 9月14日        |
| 28      | 342        | 国際科学技術庁、大パニック!の巻      | 9月18日        |
| 29      | 350        | アンダーソンへの国際電話3の巻        | 9月28日        |
| 30      | 368        | 現段階でのアンダーソン4の巻          | 10月24日       |
| 31      | 394        | 火花散る攻防!の巻                    | 11月29日       |
| 32      | 410        | 譲れない攻防!の巻                    | 12月21日       |
| 33      | 421        | アンダーソンから新成人へ!の巻        | 2013年 1月14日 |

## コミカライズ
- 『ケロケロエース』（角川書店）2012年8月号から、漫画版が連載されていた。アニメ版と同じく原作はタツノコプロ、漫画はKate Arrow、構成は堀雅人がそれぞれ担当していた[13]。

## 備考
- フラッシュアニメとしては異例の外国語セリフに字幕対応が取られている。なお、349話「アンダーソンへの国際電話ふたたびの巻」からは字幕に振り仮名がつけられるようになった。
- BOSE・ANI・宮崎・しまお・Kateは、おはよう忍者隊やギャラクターの他にも、一般人の声も担当している。
- 放送最初期のみ『ZIP!』出演者のワイプも表示されたが、後にそのような表示は無くなった。
- 「ZIP!時報」では、不定期で「おはよう忍者隊ガッチャマン」のケン、カッツェ、アンダーソン長官が加わり、「時刻は6時30分!」もしくは「時刻は7時!」をケン、カッツェ、アンダーソン長官がアナウンスする場合があった。
- ストーリーの展開によっては、終了後に佐々木もよこ→上野優花の天気予報（後続の「ZIP!weather」）「ZIP!WEATHER」のへの呼びかけをすることもある。
- ベルク・カッツェは『ZIP!』のエンディングでは出演者と並んで（等身大の宣伝看板風で）登場することもある他、2011年8月17日放送では、スタッフロールにも『ZIP!』キャラクターの他にカッツェが登場した。9月6日放送では終了後に、佐々木もよこのお天気コーナーに（等身大の宣伝看板風で）観客として登場している[注 54]。また、JRにて『ZIP!』の中吊り広告（額面）（吊り広告のキャッチコピーは「日本征服計画」）や、2011年10月に『ZIP!』公式サイトが、2012年1月にタツノコプロの公式サイトがそれぞれリニューアルされた際もガッチャマンを差し置いて、メインキャラクターとして扱われている。また、2012年1月4日の『ZIP!』各コーナー開始前に行われた『ZIP!』レギュラーの新年の挨拶にもカッツェが登場して新年の挨拶を行った。
- 2011年11月13日に原宿のビームスにて、ODDJOB主催のスペシャルトークショーが行われ、脚本の堀雅人、作画のケイト・アロー、出演者のBOSE（スチャダラパー）・ANI（スチャダラパー）・宮崎吐夢・しまおまほ・ネゴシックスが来場した。
- 2012年1月にサークルKサンクスで行われた「タツノコフェア」において、おはよう忍者隊ガッチャマンのタブレットが期間限定で販売された。
- 映画『ガッチャマン』公開に合わせ、2013年8月19日からロッテ「ACUO」とのタイアップで、「ACUO×映画ガッチャマン」のCMが放送された。「ACUO」CMキャラクターであり、なおかつ『ガッチャマン』で鷲尾健役を務めた松坂桃李の他にも、本作品のキャラクターである大鷲の健、コンドルのジョー、白鳥のジュン、燕の甚平、みみずくの竜、ベルク・カッツェ、ギャラクター隊員も出演した。内容はクイズ編3作、囚われ編2作となっている[14]。